# Mikhaïl Tal
Pour les articles homonymes, voir Tal.
Mikhaïl Nekhemievitch Tal (en lituanien : Mihails Tāls ; en russe : Михаил Нехемьевич Таль) est un joueur d'échecs letton né le 9 novembre 1936 à Riga (Lettonie), devenu soviétique comme la Lettonie en 1944, et mort le 28 juin 1992 à Moscou (Russie). Il remporta le Championnat du monde d'échecs 1960 à 23 ans.
Champion du monde d'échecs de 1960 à 1961, Tal remporta aussi le Championnat du monde de blitz en 1988 et a été six fois champion d'URSS (en 1957, 1958, 1967, 1972, 1974 et 1978).
Champion d'URSS à vingt ans, en 1957, il conserva son titre l'année suivante et se qualifia pour le tournoi interzonal de 1958 qu'il remporta ainsi que le tournoi des candidats l'année suivante (1959). Par sa victoire, il obtint le droit d'affronter le champion du monde Mikhaïl Botvinnik. En 1960, il bat Botvinnik et devient à 23 ans le plus jeune champion du monde (son record de précocité ne fut battu qu'en 1985 avec l'avènement de Garry Kasparov à 22 ans). En 1961, il perdit son titre lors du match revanche contre Botvinnik. Après la perte du titre mondial, Tal disputa huit tournois interzones et participa à cinq cycles des candidats (en 1962, 1965, 1968, 1980 et 1985), mais ne réussit plus, après 1961, à se qualifier pour la finale du championnat du monde d'échecs.
Surnommé « le magicien de Riga », Tal préférait nettement le jeu tactique, et ne reculait devant aucun sacrifice, même le plus risqué. Il était réputé, non pas tant pour ses facilités calculatoires que pour son extraordinaire intuition quand il s'agissait d'attaquer.
Fumeur et buveur invétéré, Tal a disputé des compétitions jusqu'à la fin de sa vie, malgré de fréquentes maladies contractées dès 1959. Joueur passionné, il lui arrivait de disputer des parties de blitz dans sa chambre d'hôpital, et joua même des parties de compétition alité dans sa chambre d'hôtel,,.
Tal détient deux des plus longues séries d'invincibilité : entre le 15 juillet 1972 et le 26 avril 1973, il joua 86 parties dans diverses compétitions sans perdre. Peu après, d'octobre 1973 à octobre 1974, il fut invaincu pendant 93 ou 95 parties (le nombre varie suivant les comptages),.
Un tournoi de grands maîtres, le Mémorial Tal, est organisé chaque année à Moscou depuis 2006 en son honneur.

## Biographie et carrière

### Années de formation

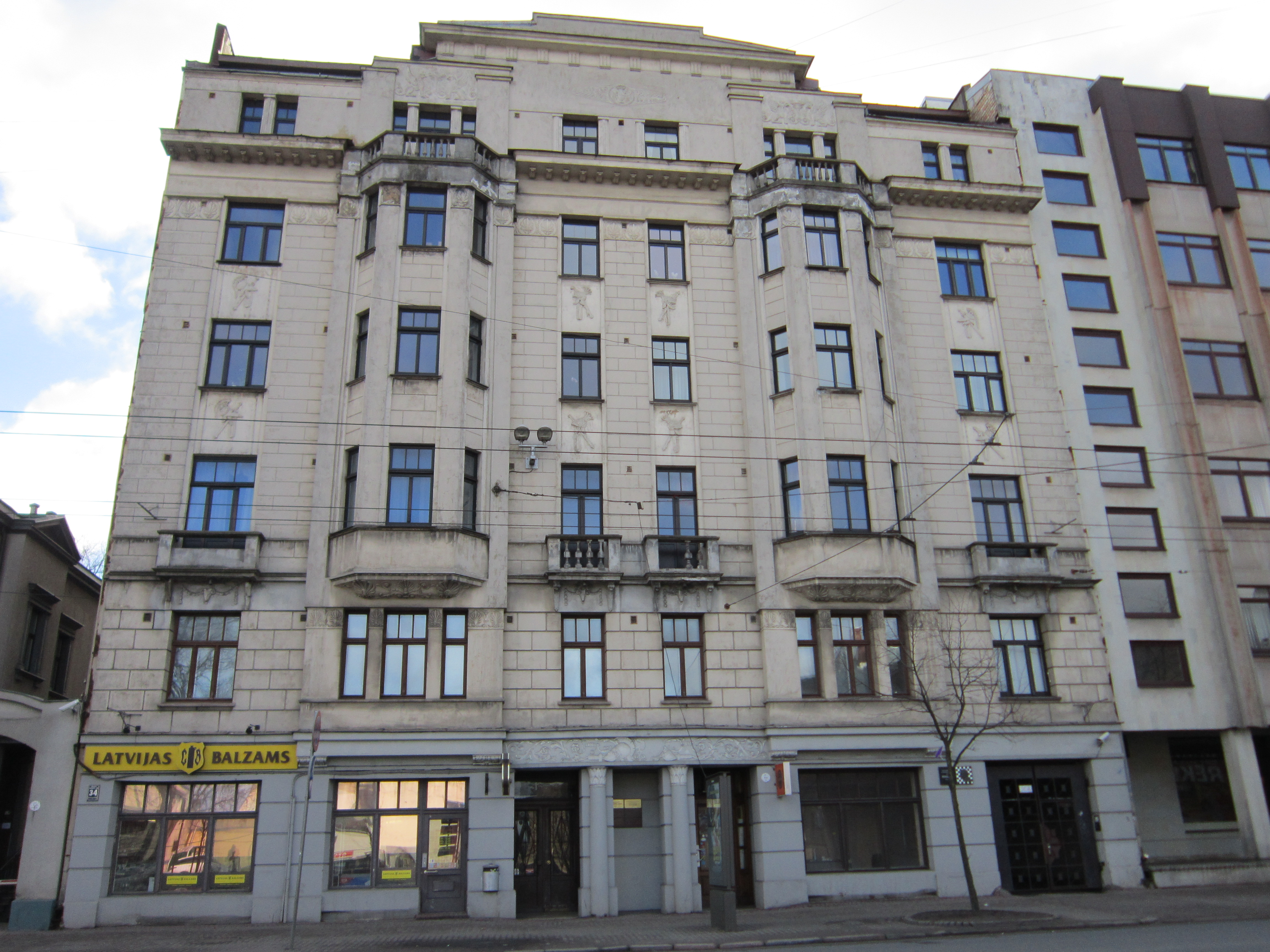
Maison où Tal vécut à Riga.

Né en Lettonie indépendante, à Riga, en novembre 1936, d'une famille juive, deux mois avant Boris Spassky, Tal devint Soviétique après l'annexion de son pays par l'URSS en 1944. Sa famille, juive, dut quitter Riga avant l'arrivée des troupes allemandes en 1941. Il apprit à jouer durant la guerre et fut rapidement remarqué pour ses aptitudes. En 1949 débuta une longue collaboration avec Alexandre Koblencs qui resta son entraîneur durant toute sa carrière.
Dans les années 1950, Tal orienta ses études vers la langue et la littérature russes, mais ce furent finalement les échecs qu'il choisit pour profession.

### Champion de Lettonie à seize ans (1953)
Tal participa pour la première fois au championnat de Lettonie adultes en 1951, il termina 11e-14e en marquant 9 points sur 19. L'année suivante, en 1952, il finit 7e, avec 10 points sur 17. En février-mars 1953, il remporta le titre de champion avec 14,5 points sur 19. Cependant, en 1955, il ne fut que deuxième (14 / 19) et, en 1958, après avoir remporté deux titres de champion d'URSS, il termina seulement troisième avec 16,5 points sur 19. Après la victoire au championnat du monde, Tal ne revint au championnat de Lettonie qu'en 1965 : il remporta un deuxième titre avec 11 points sur 14 (+8 =6).

### La conquête du championnat du monde (1957–1961)

#### Champion d'URSS 1957 et 1958

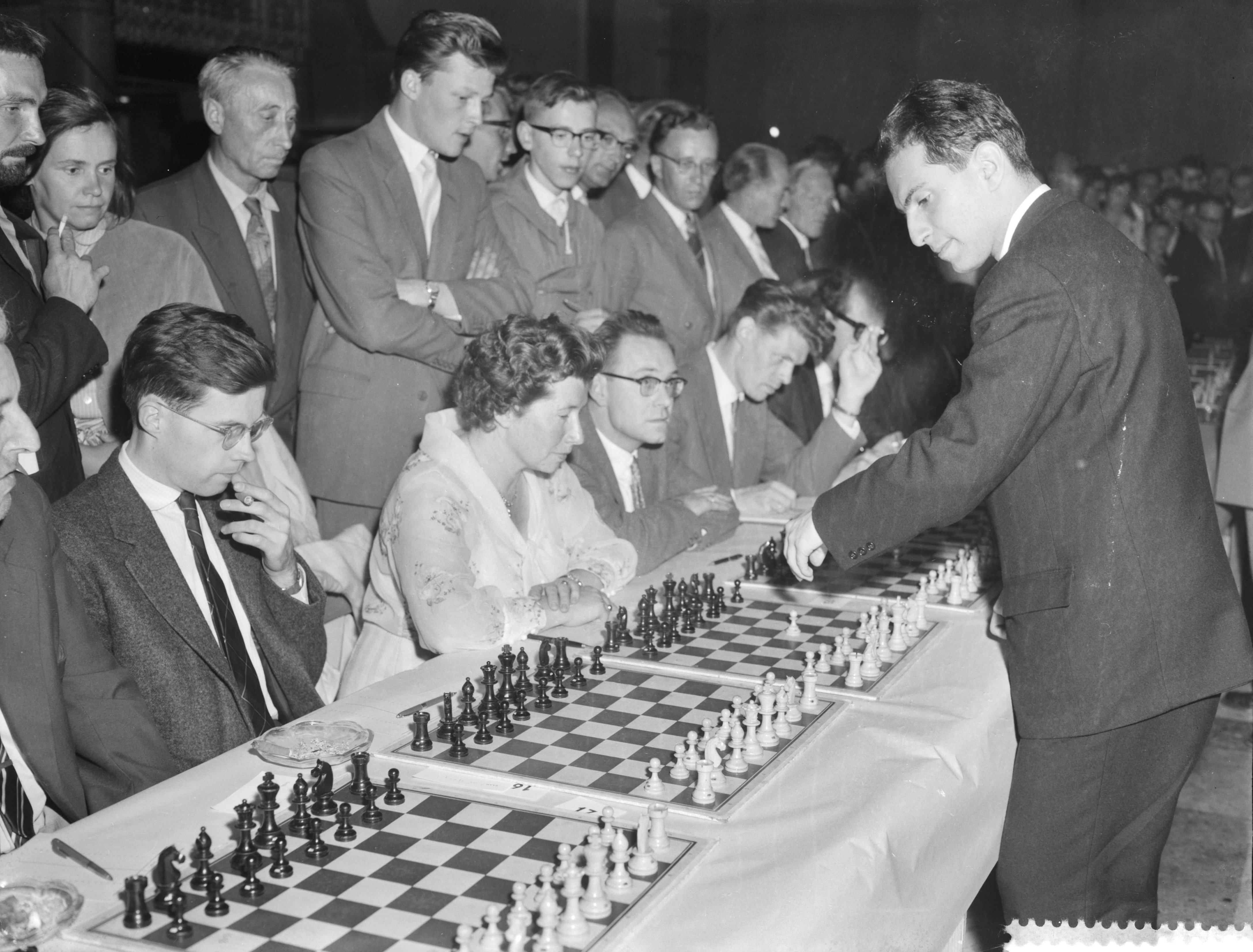
Tal pendant une séance de simultanée à Amsterdam en 1959.

En 1955, Tal termina 3e-4e du tournoi baltique, disputé à Vilnius, qui faisait office de quart de finale du championnat d'URSS.
Sur le plan national, Mikhaïl Tal commença son activité échiquéenne à haut niveau à la fin de l'année 1955 quand, à 19 ans, il gagna la demi-finale du championnat d'URSS à Riga, puis, en janvier-février 1956, il finit 5e-7e du XXIIIe championnat disputé à Leningrad. La même année, il finit 5e-6e de la demi-finale du XXIVe championnat (1956-1957), se qualifiant de justesse pour la finale qu'il remporta à Moscou, à vingt ans, en février 1957. La Fédération internationale des échecs lui décerna le titre de grand maître international à la fin de l'année.
L'année suivante, en 1958, il renouvela son exploit en remportant un deuxième titre de champion d'URSS.

#### 1958-1959: vainqueur du tournoi des candidats

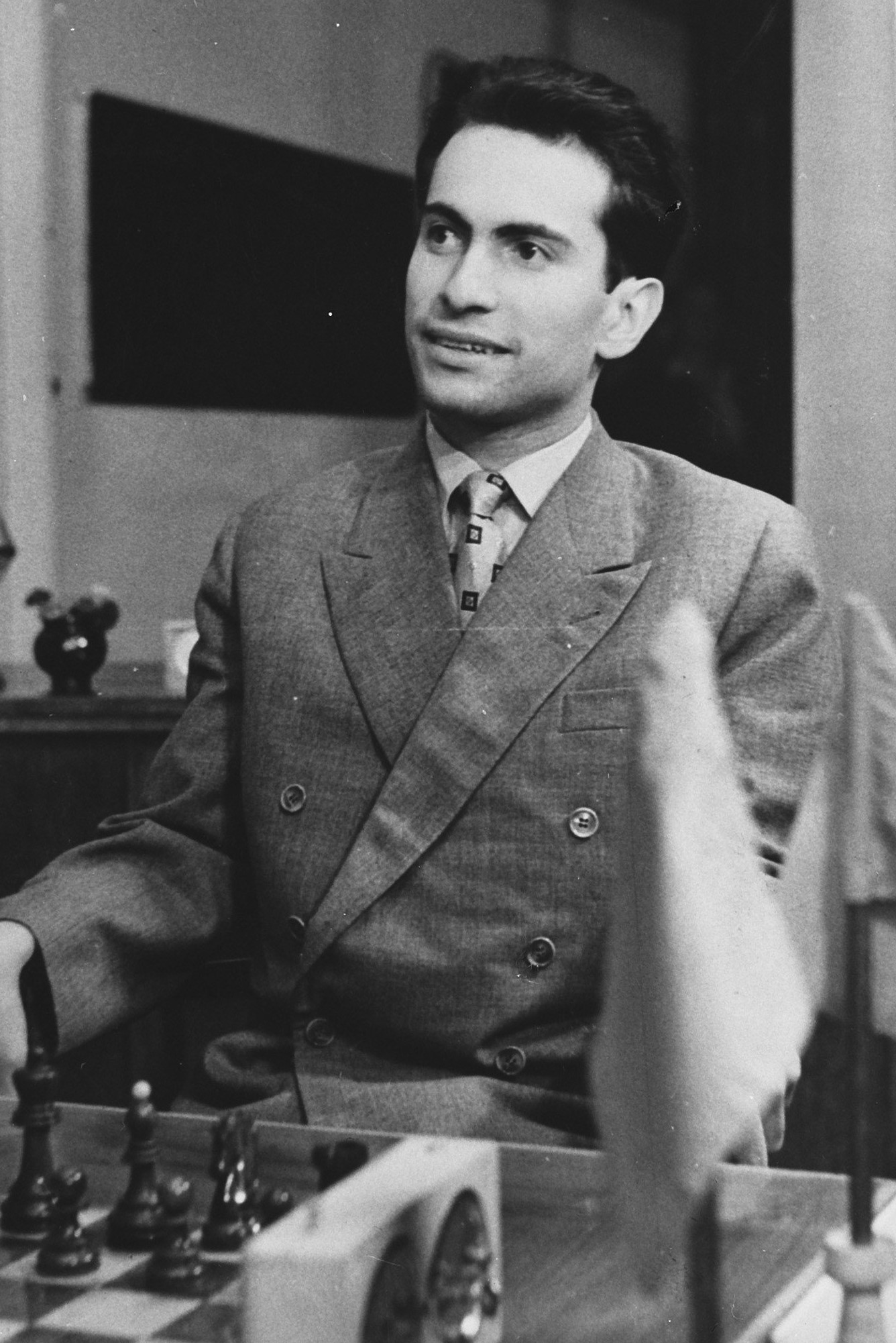
Mikhaïl Tal au tournoi des candidats en octobre 1959.

Le deuxième titre de Champion d'URSS de Tal, en 1958, le qualifia pour le tournoi interzonal du cycle 1958-1960 de sélection pour le championnat du monde. Dès lors, il fit partie de l'élite mondiale des échecs qu'il ne quitta plus jusqu'à sa mort.

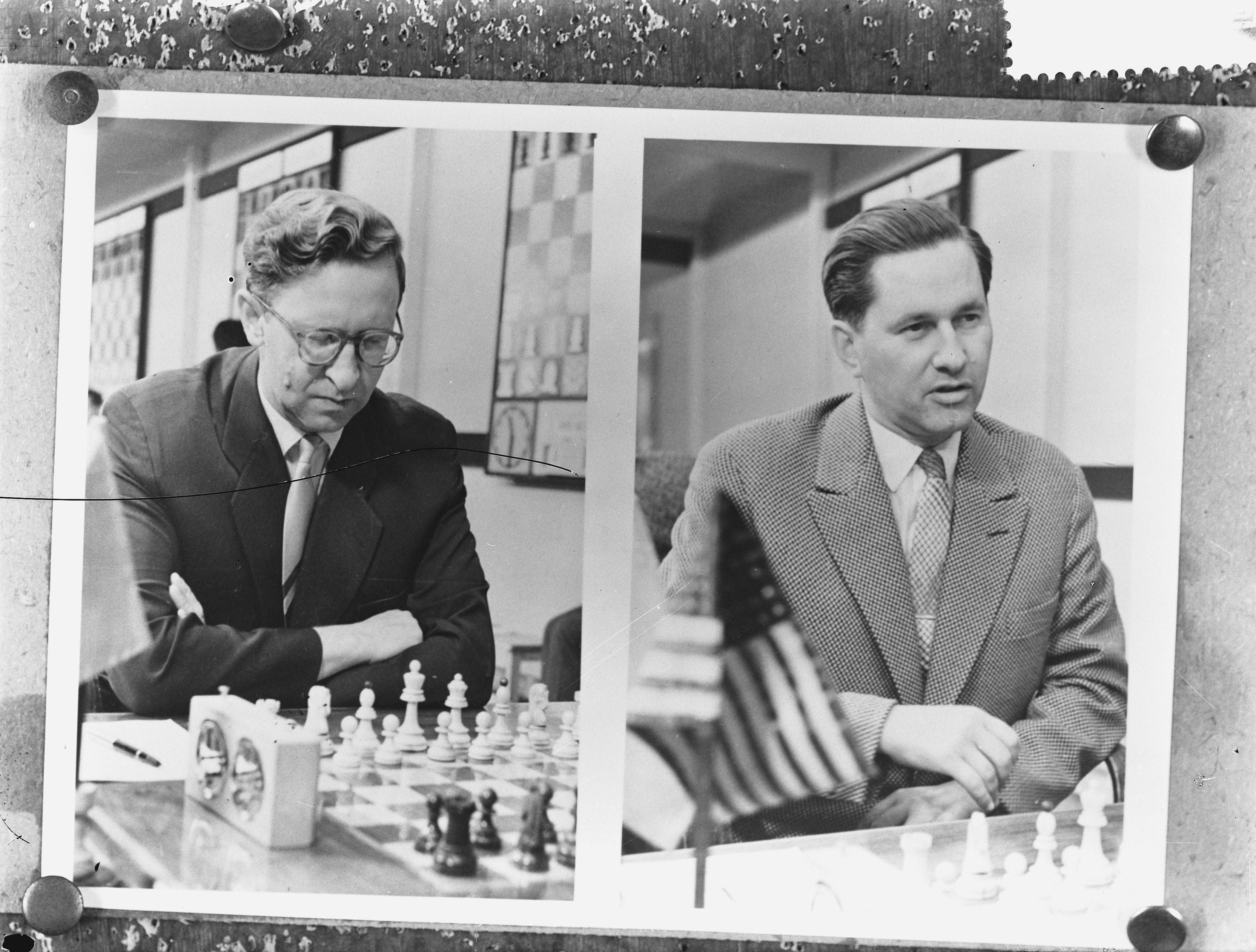
Vassily Smyslov et Paul Keres, respectivement 4e et 2e du tournoi des candidats en 1959.

Sa première participation à un tournoi interzonal s'acheva par une première place au tournoi interzonal de Portorož de 1958 (+8, –1 =11). Ce succès le qualifiait pour le tournoi des candidats de 1959 qui devait déterminer qui affronterait Mikhail Botvinnik et lui disputerait le titre de Champion du monde. Le tournoi des candidats se jouait en quatre tours, Tal rencontrant quatre fois les sept autres participants. Il eut lieu dans trois villes de Yougoslavie (à Bled, Zagreb et Belgrade).
Tal termina premier avec 20 points sur 28 après avoir battu Vassily Smyslov (+2, –1 =1), Bobby Fischer (4-0), Svetozar Gligorić, Friðrik Ólafsson et Pál Benkő (+3, –0 =1), annulé avec Tigran Petrossian (+0, –0 =4) et perdu contre Paul Keres (+1, –3 =0).
Par cette victoire, Tal acquit le droit d'affronter Botvinnik en 1960.

#### Matchs de championnat du monde (1960 et 1961)

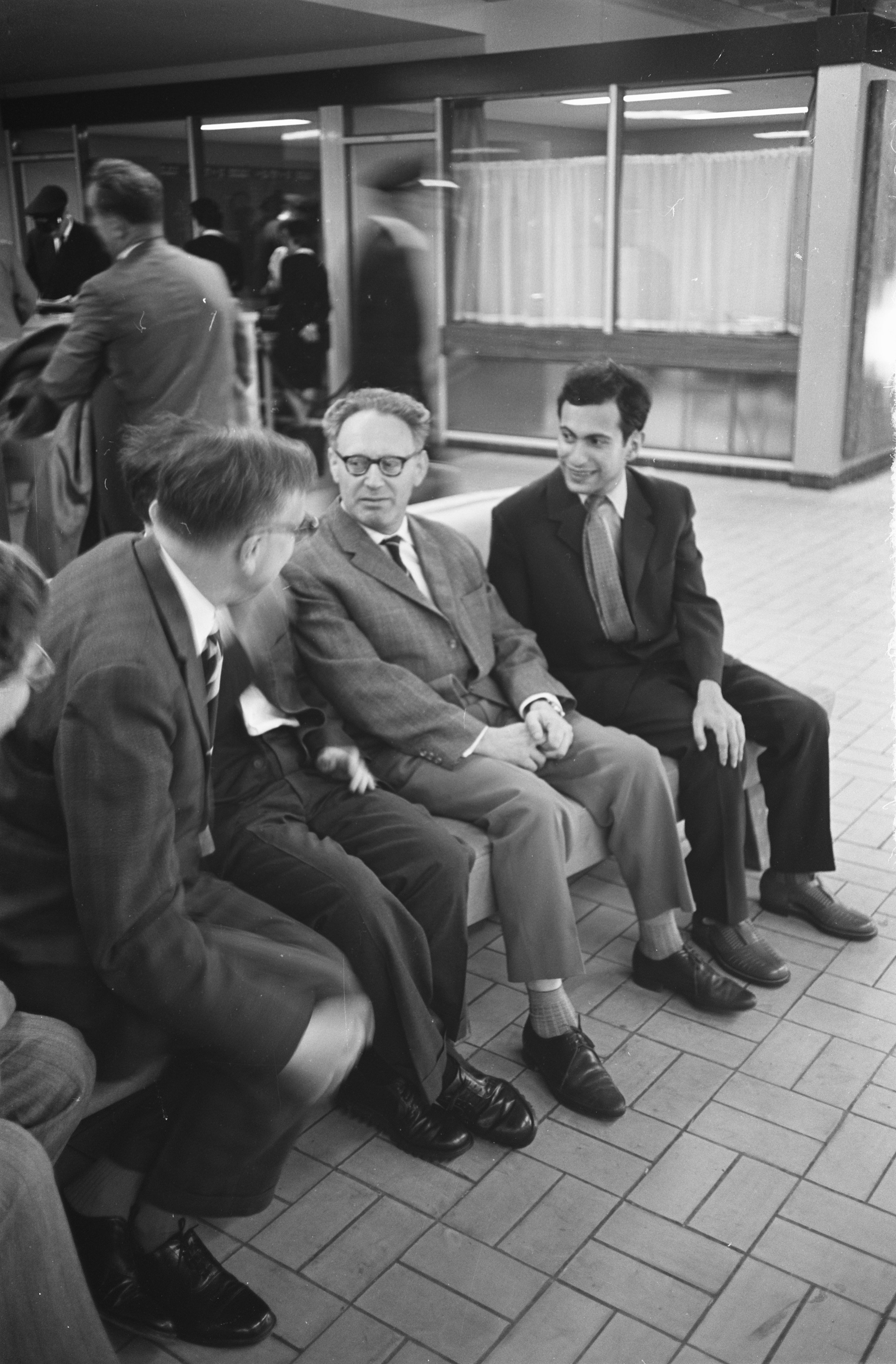
Mikhaïl Botvinnik (assis au centre) et Tal (à droite) à l'aéroport d'Amsterdam-Schiphol en juin 1961.

À Moscou en 1960, le jeune Tal (23 ans) domina largement la légende des échecs soviétiques Mikhaïl Botvinnik (48 ans) 12,5 à 8,5 (+6, –2 =13) pour devenir le huitième champion du monde. Curieusement, les deux joueurs ne s'étaient jamais rencontrés devant l'échiquier avant la première partie de ce match. La différence d'âge (25 ans) et l'opposition de style entre le stratège, partisan de la méthode scientifique, Botvinnik et le « brillant tacticien » Tal, a fait qualifier ce match de « match du siècle ».
L'ex-champion du monde déchu avait droit à un match revanche. Quelques semaines avant ce match, Tal souffrit de coliques néphrétiques, subit une attaque cardiaque bénigne et fut hospitalisé. Il ne put se préparer convenablement en vue du match-revanche. En conséquence, durant la revanche disputée à Moscou en 1961, il n'opposa pas une bien forte résistance à la préparation « scientifique » de Botvinnik qui récupéra son titre. Tal perdit +5, –10 =6.
Malgré cette lourde défaite, il ne perdit jamais l'espoir de reconquérir un jour sa couronne.
En 1978, il fit partie de l'équipe des secondants d'Anatoli Karpov lors du championnat du monde 1978 à Baguio.

### Les tentatives de reconquête (tournois interzonaux et matchs des candidats)

#### 1962-1965: finaliste des candidats

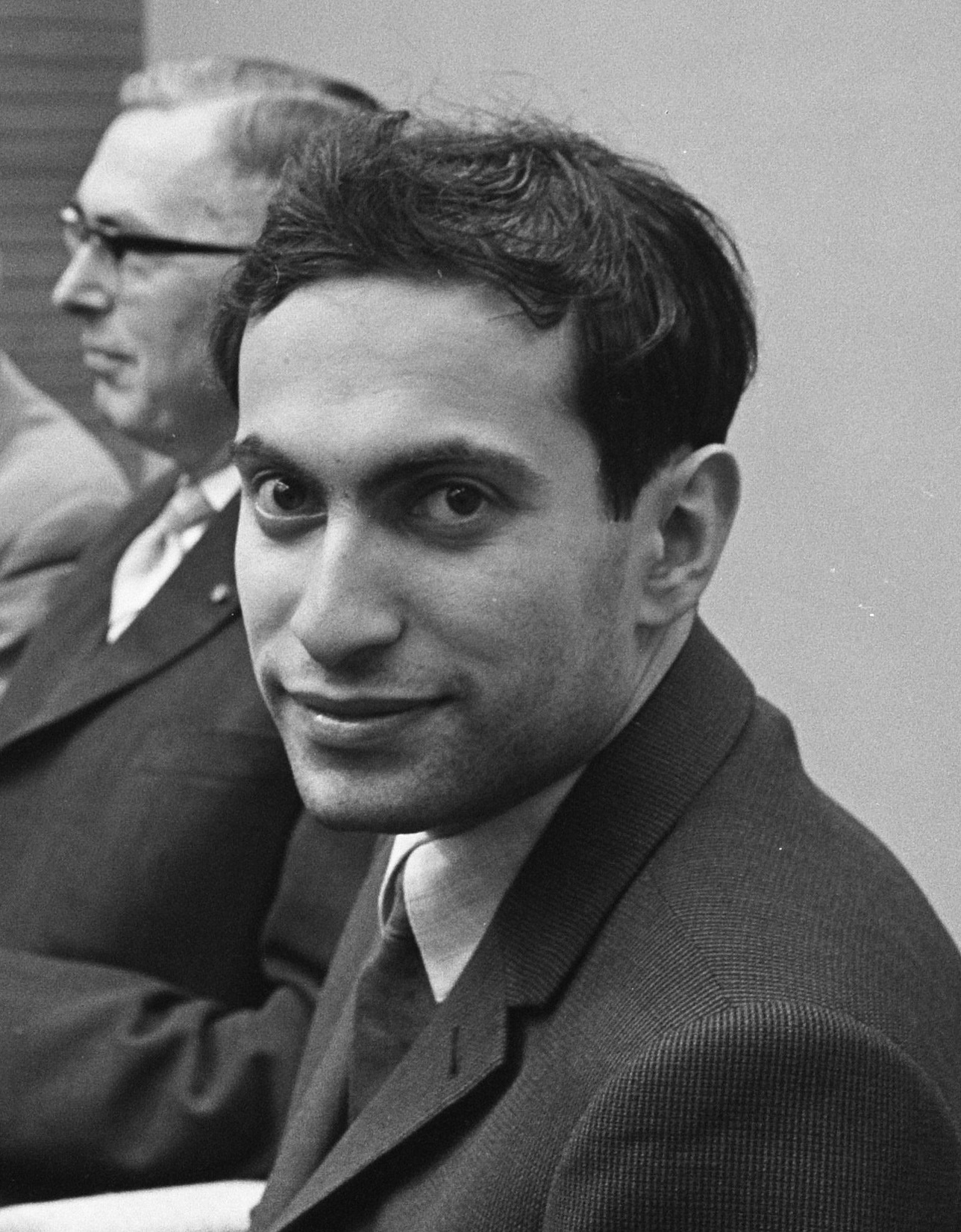
Mikhaïl Tal en 1962.

Après qu'il eut perdu le titre de champion du monde en 1961, Tal participa au tournoi des candidats de 1962, à Curaçao. Son état de santé l'obligea à se retirer après trois tours (21 parties). Il n'avait alors marqué que 7 points (+3, –10 =8).

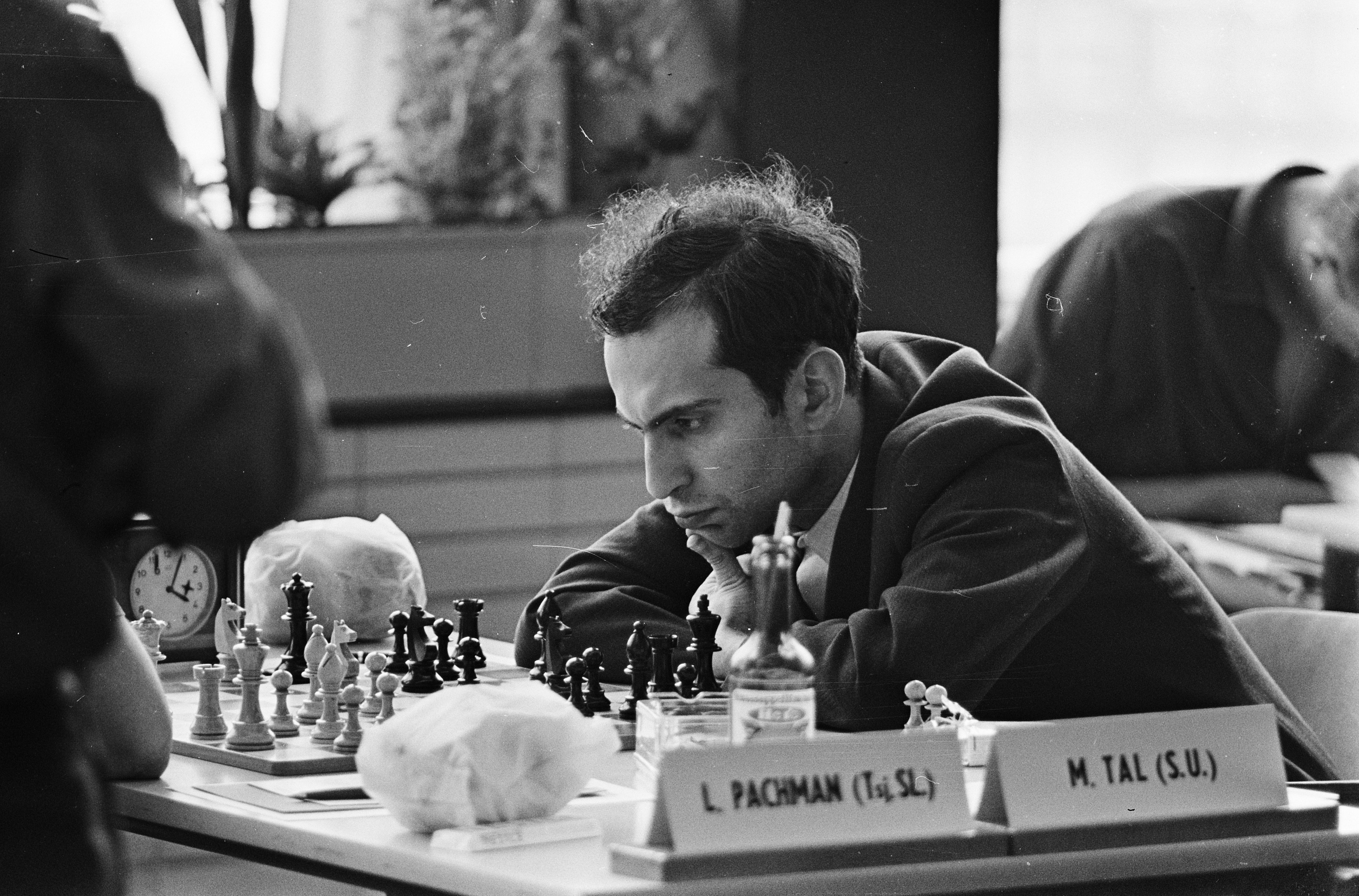
Tal pendant le tournoi interzonal de 1964 à Amsterdam.

Lors du cycle suivant (1964-1966), la Fédération internationale le dispensa de disputer un tournoi zonal et le sélectionna pour le tournoi interzonal. Au tournoi interzonal d'Amsterdam, en 1964, il termina 1er-4e ex æquo avec Larsen, Spassky et Smyslov (+11 =12). En 1965, au cours des matchs des candidats, il battit Portisch (+4, –1 =3) en quart de finale, puis Larsen (+3, –2 =5) en demi-finale avant de perdre en finale contre Spassky (+1, –4 =6).

#### 1968-1969: demi-finaliste des candidats

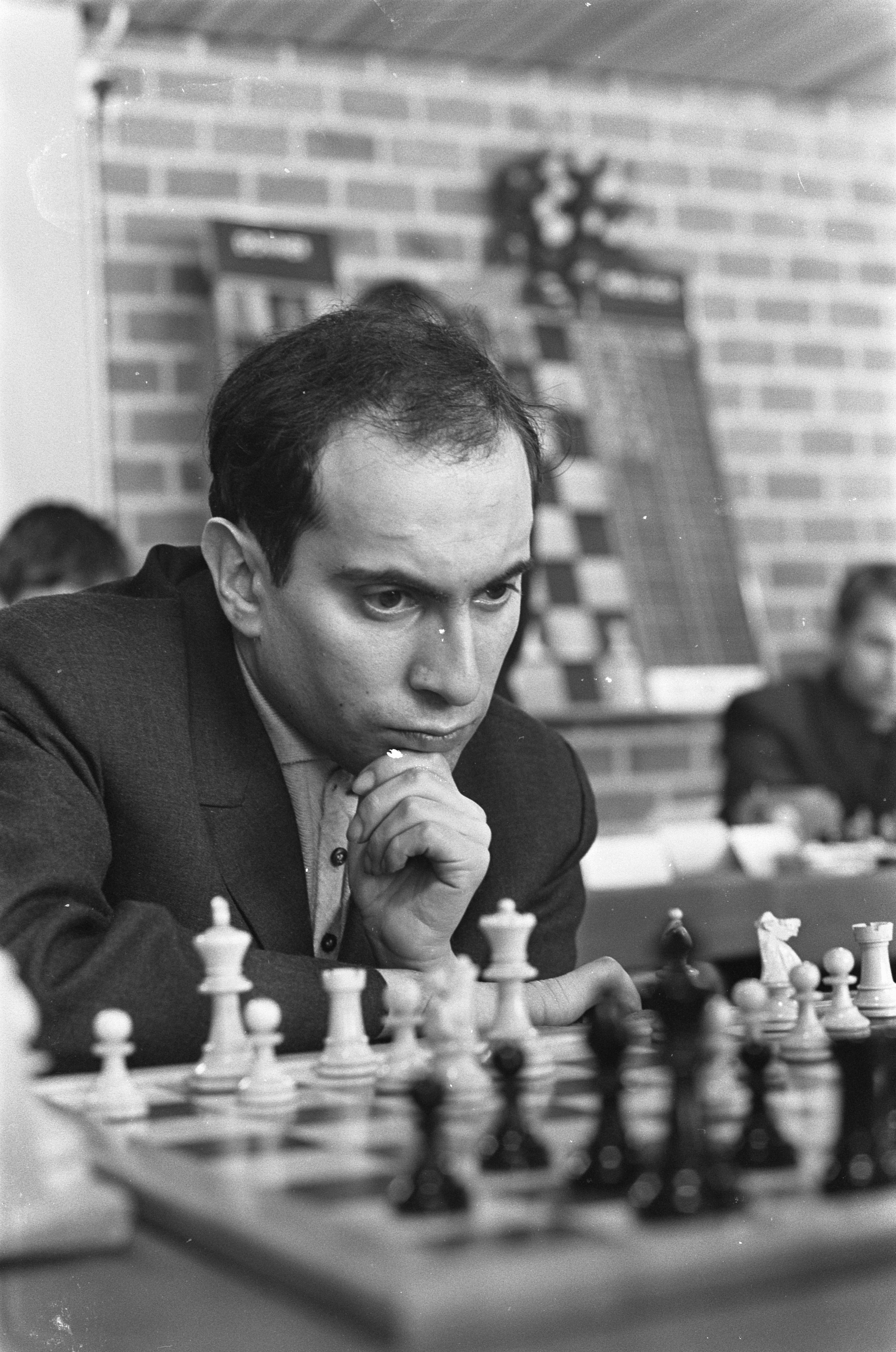
Mikhaïl Tal en 1968.

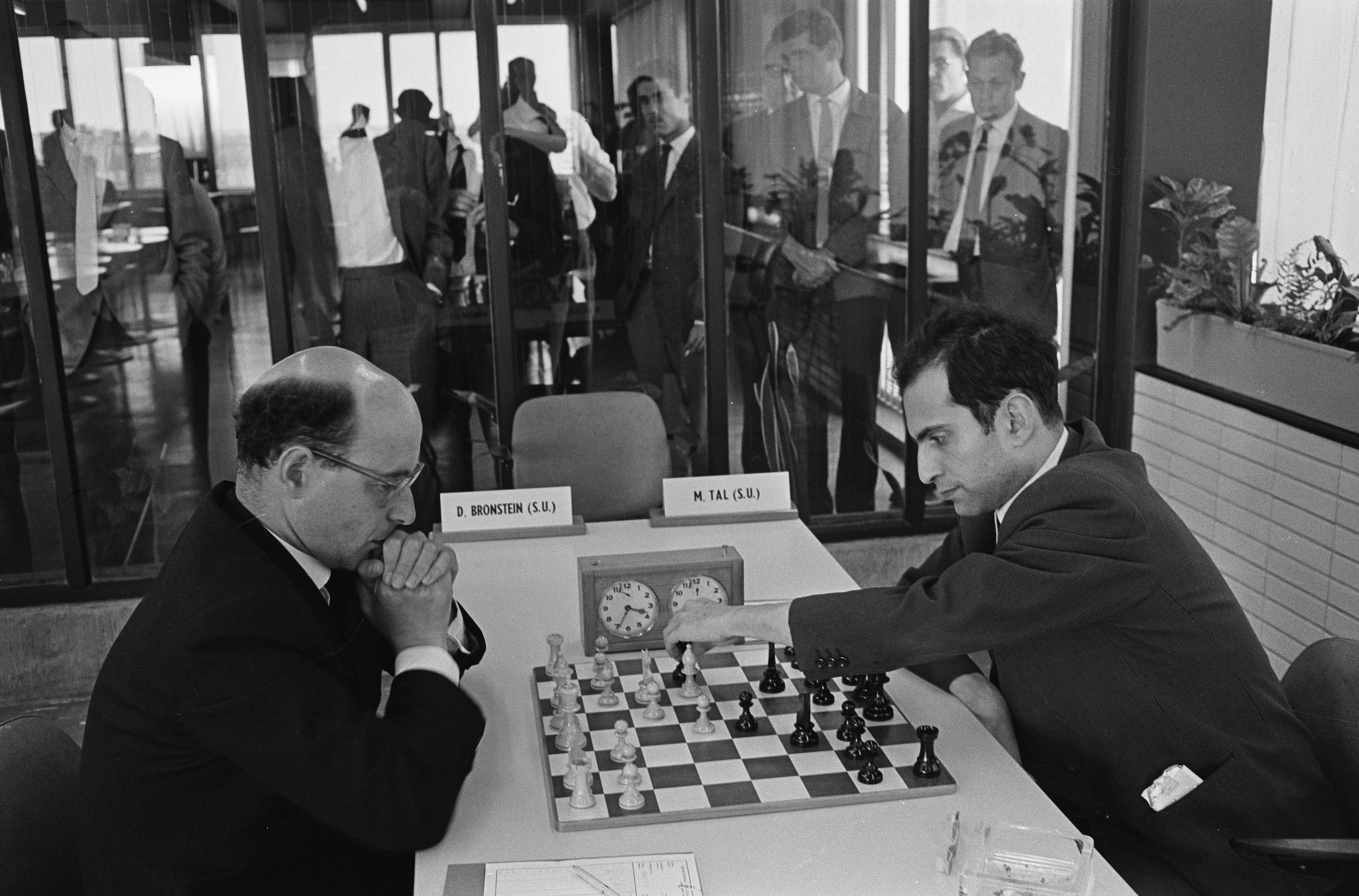
David Bronstein (à gauche) contre Tal à l'interzonal de 1964.

Son statut de finaliste du cycle précédent lui évita de disputer le tournoi interzonal de Sousse, en 1967, et Tal fut directement qualifié pour les matchs des candidats. En 1968, il élimina Gligoric (+3, –1 =5) en quart de finale des candidats, mais fut battu par Kortchnoï (+1, –2 =7) en demi-finale.
Puis, en 1969, en prévision d'un possible désistement d'un candidat au cours du cycle suivant et afin de le pallier, il dut disputer contre Larsen un match pour la troisième place, match qu'il perdit (+1, –4 =3).
De graves ennuis de santé empêchèrent Tal de participer au tournoi interzonal de 1970 : lors du championnat d'URSS d'octobre 1969 qui était un tournoi zonal, Tal, qui avait retardé une opération du rein, termina 14e-15e et fut éliminé. Un mois après, en novembre 1969, Tal se faisait opérer d'un rein et commença une nouvelle phase de sa carrière.

#### 1973-1980: quart-de-finaliste des candidats

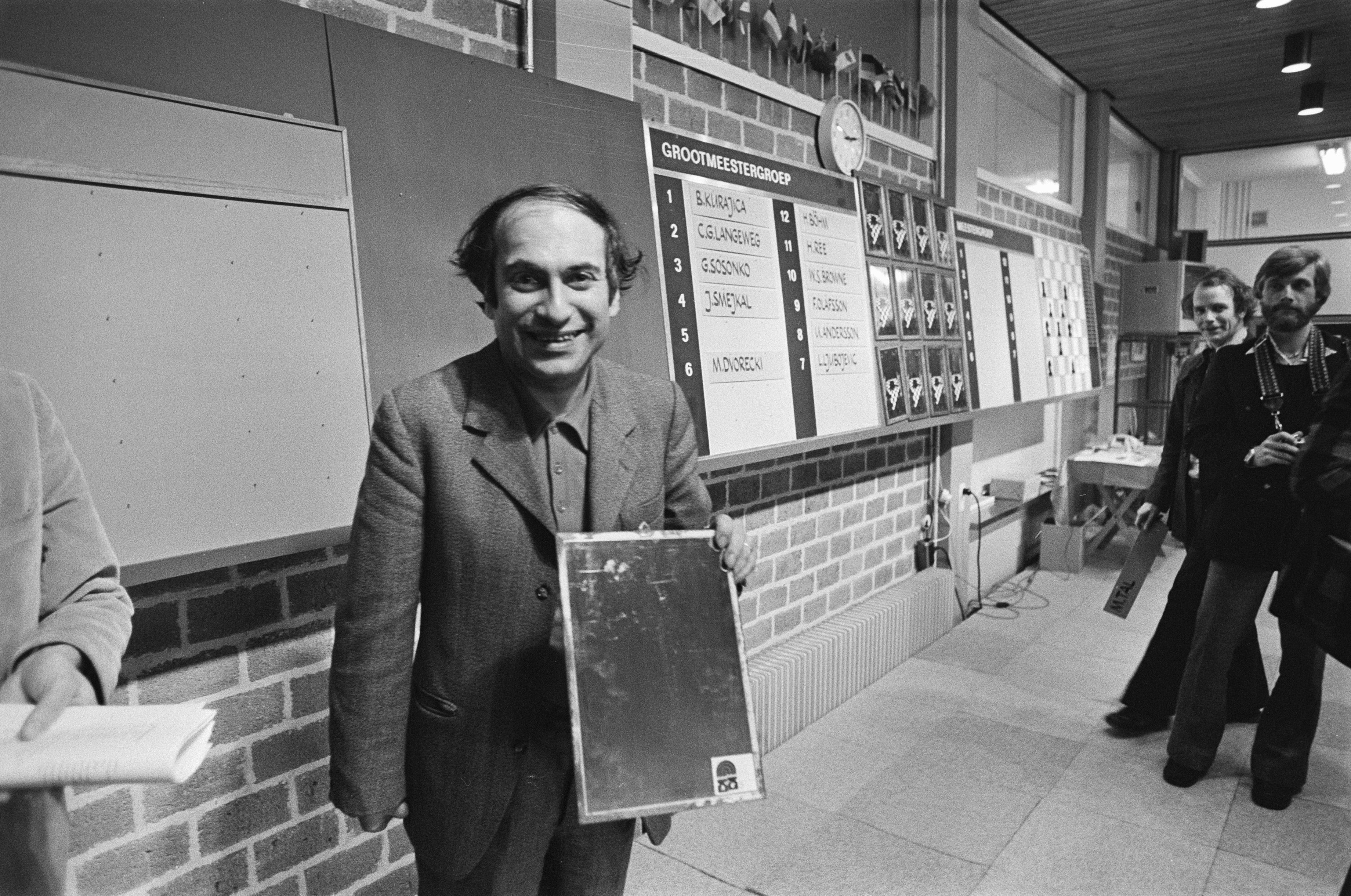
Tal à Wijk aan Zee en 1976.

Sélectionné en 1972 grâce à son classement Elo, Tal fut de retour au tournoi interzonal de Léningrad en juin 1973. Encore mal rétabli après une nouvelle hospitalisation, il finit à une décevante 8e-10e place (+6, –5 =5).
Tal recouvra sa forme passée au tournoi interzonal de Bienne en 1976 avec une 2e-4e place (+6, –1 =12) qui lui permit de disputer un match-tournoi de barrage. À l'issue de celui-ci contre Tigran Petrossian (=4) et Lajos Portisch (+0, –1 =3), il fut éliminé et ne participa pas aux matchs des candidats de 1977.
En 1979, il écrasa la concurrence au tournoi interzonal de Riga où, devant son public, il remporta la première place avec 2½ points d'avance sur le second (+11 =6).
En 1980, il fut éliminé dès les quarts de finale par Lev Polougaïevski (+0, –3 =5).

#### 1982-1990: cinquième du tournoi des candidats

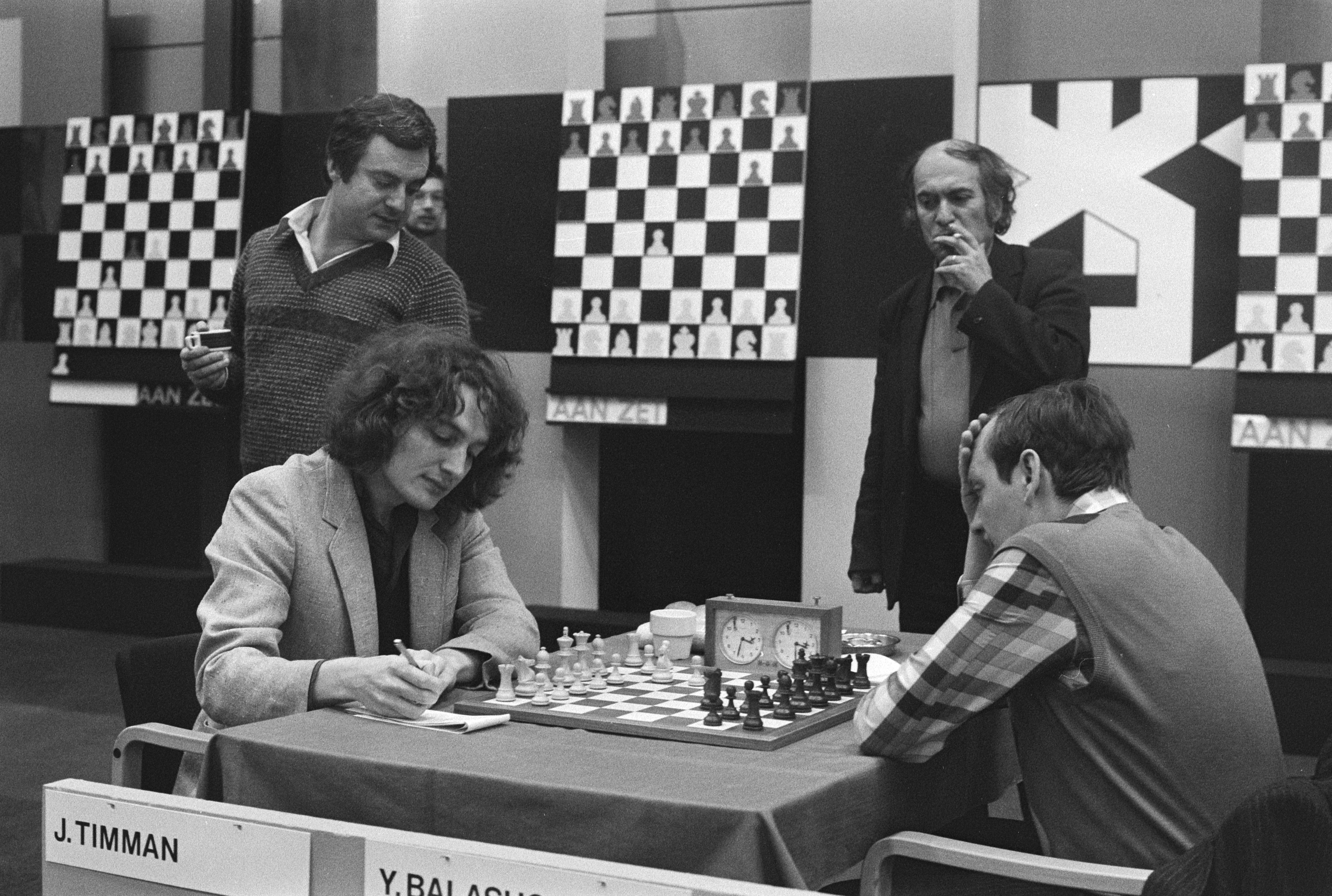
Tal (debout à droite) au tournoi de Wijk aan Zee en 1982. Jan Timman est assis à gauche.

À Moscou en 1982, l'année du début de l'ascension de Garry Kasparov qui remporta le tournoi interzonal, puis le championnat du monde, Tal termina à la 3e-4e place (+4, –1 =8), manquant ainsi les deux places qualificatives pour les matchs des candidats (prises par Kasparov et Beliavski).
Au tournoi interzonal du cycle suivant, à Taxco, en 1985, il s'adjugea la 3e place (+5 =10), se qualifiant ainsi pour le tournoi des candidats de Montpellier.
En novembre 1985, à Montpellier, il finit 4e-5e (+3, –1 =11) ex æquo avec Jan Timman et fut éliminé après un match de départage contre ce dernier (+1, –1 =4). Timman fut qualifié car il avait obtenu plus de victoires au cours du tournoi.
À l'interzonal de Subotica, en 1987, Tal finit à la 4e-5e place (+6, –1 =8) et fut éliminé. Sa défaite contre l'avant-dernier du tournoi l'empêcha de remporter la première place.
Lors de son dernier tournoi interzonal à Manille, en 1990, qui était un système suisse, Tal termina à la 29e-39e place avec 6,5 points sur 13.

### Victoires au championnat d'URSS (1967-1979 et 1991)

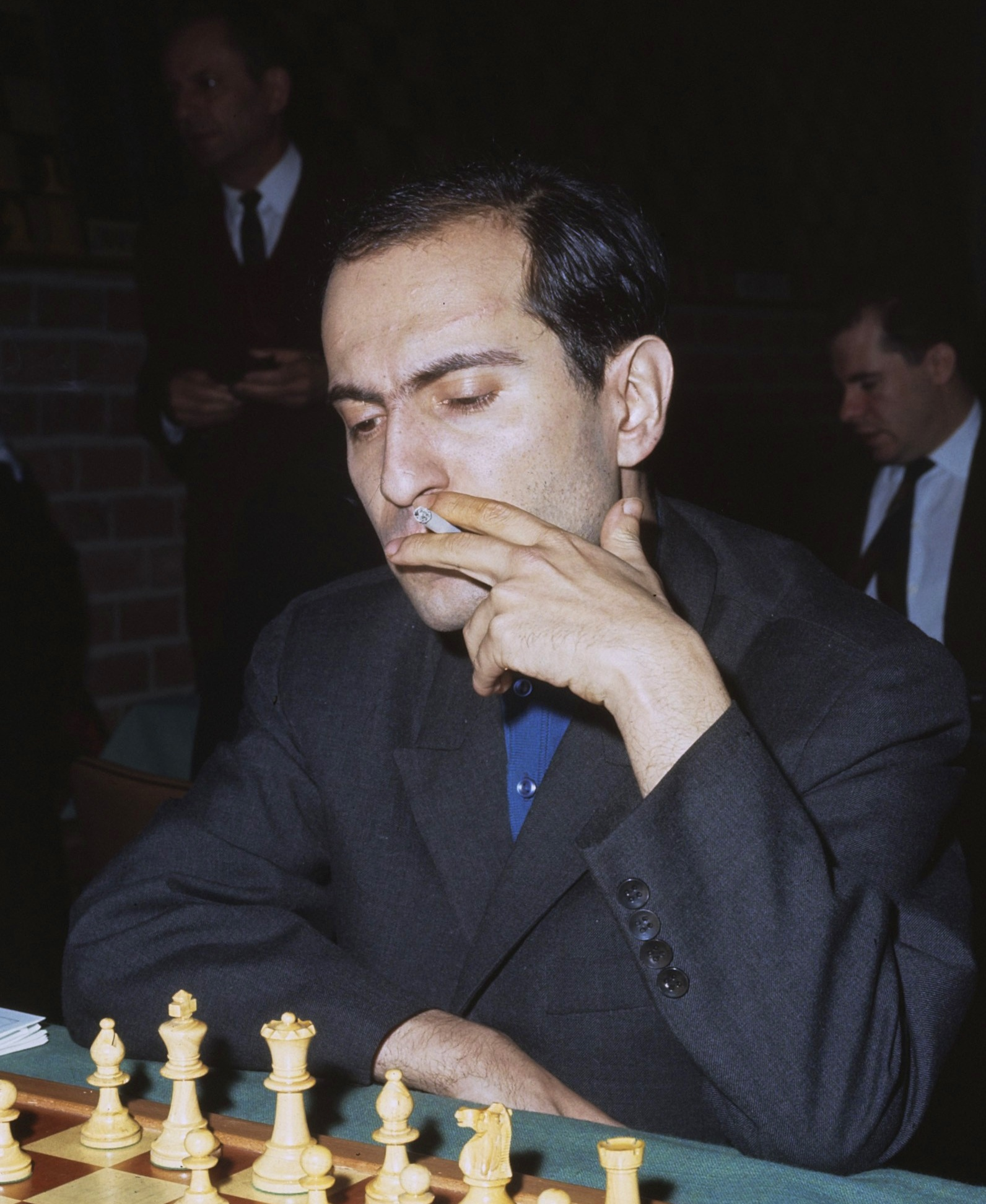
Mikhaïl Tal au tournoi de Wijk aan Zee en 1968.

Tal conquit six fois le titre de Champion d'URSS, égalant ainsi le record que Mikhail Botvinnik avait établi auparavant.
- 1957, à Moscou : +9, –2 =10
- 1958, à Riga : +10, –3 =5
- 1967, invaincu à Kharkov, système suisse à 126 participants : +7 =6 ; ex æquo avec Lev Polougaïevski
- 1972, invaincu à Bakou : +9 =12
- 1974, Leningrad : +6, –2 =7 ; ex æquo avec Alexandre Beliavski
- 1978, invaincu à Tbilissi : +5 =12 ; ex æquo avec Vitali Tsechkovski

En outre, Tal a terminé 2e-3e en 1959, 1962 et 1971 ; 3e en 1964-1965 et 2e-4e en 1975.
Il participa pour la dernière fois lors du dernier championnat d'échecs d'URSS en 1991, sept mois avant sa mort.

### Séries d'invincibilité
Si Petrossian était réputé le joueur le plus difficile à battre dans les années 1950 et 1960 (il termina six fois invaincu du championnat d'URSS), Tal remporta trois fois le championnat d'URSS sans concéder de défaite (en 1967, 1972 et 1978) et réalisa, dans les années 1970 et 1980, trois des plus longues séries d'invincibilité,.

#### Juillet 1972 - avril 1973
Entre le 15 juillet 1972 (tournoi de Viljandi en Estonie) et le 26 avril 1973 (tournoi par équipe des générations d'URSS), Tal joua 86 parties dans diverses compétitions sans perdre : 47 victoires et 39 nulles (74,5 %).

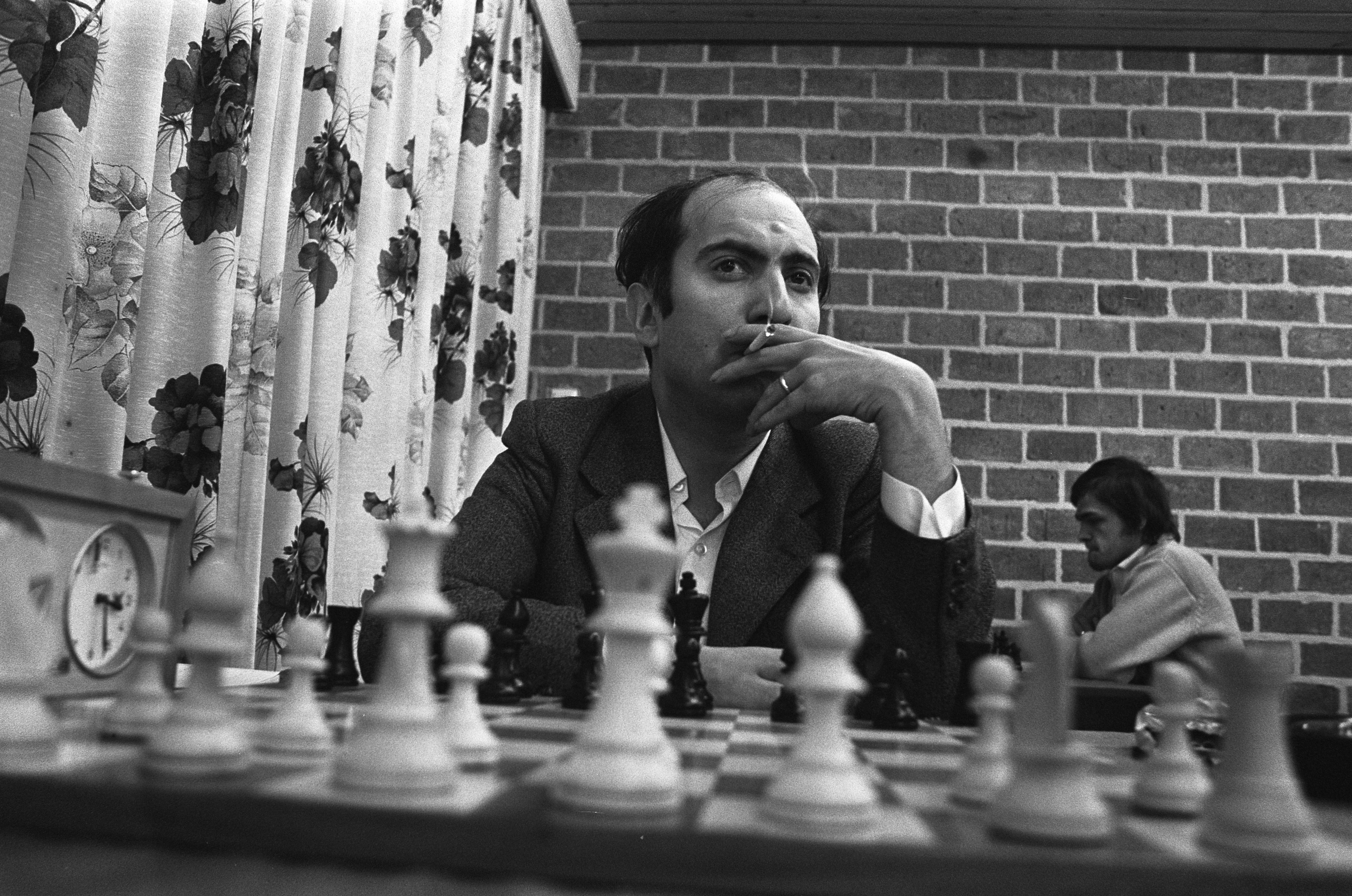
Tal au tournoi de Wijk aan Zee en janvier 1973.

Il fut invaincu lors de cinq compétitions :
- au tournoi de Soukhoumi (août-septembre 1972) ;
- à l'olympiade de Skopje (septembre-octobre 1972) ;
- au championnat d'URSS (novembre-décembre 1972) ;
- au tournoi de Wijk aan Zee (janvier 1973) ;
- au tournoi de Tallinn (février-mars 1973).

La série se termina au tournoi des générations à Moscou, en 1973, où il perdit deux parties contre Balachov.
Peu après, il perdit six parties au tournoi interzonal de Leningrad, puis quatre parties lors du championnat d'URSS 1973.

#### Octobre 1973 - octobre 1974
Après sa défaite dans la 15e ronde du championnat d'URSS, contre Petrossian, le 23 octobre 1973, Tal fut invaincu jusqu'en octobre 1974 :
- au match-tournoi Lettonie-Russie à Riga (novembre 1973) ;
- au tournoi de Doubna (décembre 1973) ;
- au tournoi de Hastings 1973-1974 ;
- à l'olympiade de Nice (juin 1974) ;
- au tournoi de Lublin (août 1974) ;
- à la coupe d'URSS des clubs à Moscou ;
- au tournoi de Halle.

Nino Kirov Ivanov arrêta la série de Tal le 16 octobre 1974 dans la 4e ronde du tournoi de Novi Sad (tournoi que Tal remporta).
Tal ne donne pas le nombre de parties où il fut invaincu dans sa biographie parue en 1975. Le nombre de 93  parties (+45 =48, 74,2 %)  est donné par Kasparov. Tal disputa également deux parties non publiées contre Kogan avant l'olympiade de Nice (une victoire et une partie nulle) lors du match entre le club Avangard et l'équipe de Daougava. Ce match est cité par Gipslis dans une revue d'échecs de Riga. Le nombre de 95 parties sans défaite (+46 =49) est donné par le magazine New in Chess.
Tibor Karolyi arrive, dans son étude de la carrière de Tal, à un total de 97 parties sans défaites (47 victoires et 50 nulles). L'incertitude sur le nombre de parties vient du fait que Tal arriva en retard au tournoi de Novi Sad, juste à temps pour disputer la troisième ronde. Les parties des deux premières rondes (une nulle suivie d'une victoire) furent rattrapées à une date inconnue (avant ou après la quatrième ronde et la défaite contre Kirov Ivanov). De plus, une partie (nulle) contre Tchebanenko lors de la coupe d'URSS des clubs de 1974 n'a jamais été publiée. Karolyi note également que la partie disputée contre Adamski lors du tournoi de Lublin fut adjugée gagnée par Tal parce que le drapeau de la pendule de son adversaire tomba, alors que Tal allait abandonner la partie.

#### Janvier 1978 - février 1979
En 1978, Tal fut invaincu pendant 43 parties disputées :
- au tournoi de Bugojno ;
- lors de la coupe d'Europe des clubs ;
- lors du tournoi d'entraînement entre les sélections des républiques soviétiques ;
- au championnat d'URSS (covainqueur).

Au début 1979, il perdit lors de la 16e et dernière ronde du tournoi de Tallinn (en février 1979) contre Božidar Ivanović, arrêtant sa série de 58 parties sans défaite. Puis il fut invaincu pendant les 18 rondes du super-tournoi de Montréal et invaincu pendant les deux premières rondes du match Yougoslavie-URSS (en mai 1979). Il réalisa donc de fin 1977 à 1979 une série de 79 parties en n'en perdant qu'une seule.

#### Janvier 1981 - janvier 1982
Tal réalisa une dernière série de 80 parties sans défaite en 1981-1982 (invaincu en 1981) : +35 =45 (70,1 %) qui s'arrêta après le tournoi de Porz 1981-1982, lors de la première ronde du tournoi de Wijk aan Zee 1982.

### Champion du monde en blitz (1988)

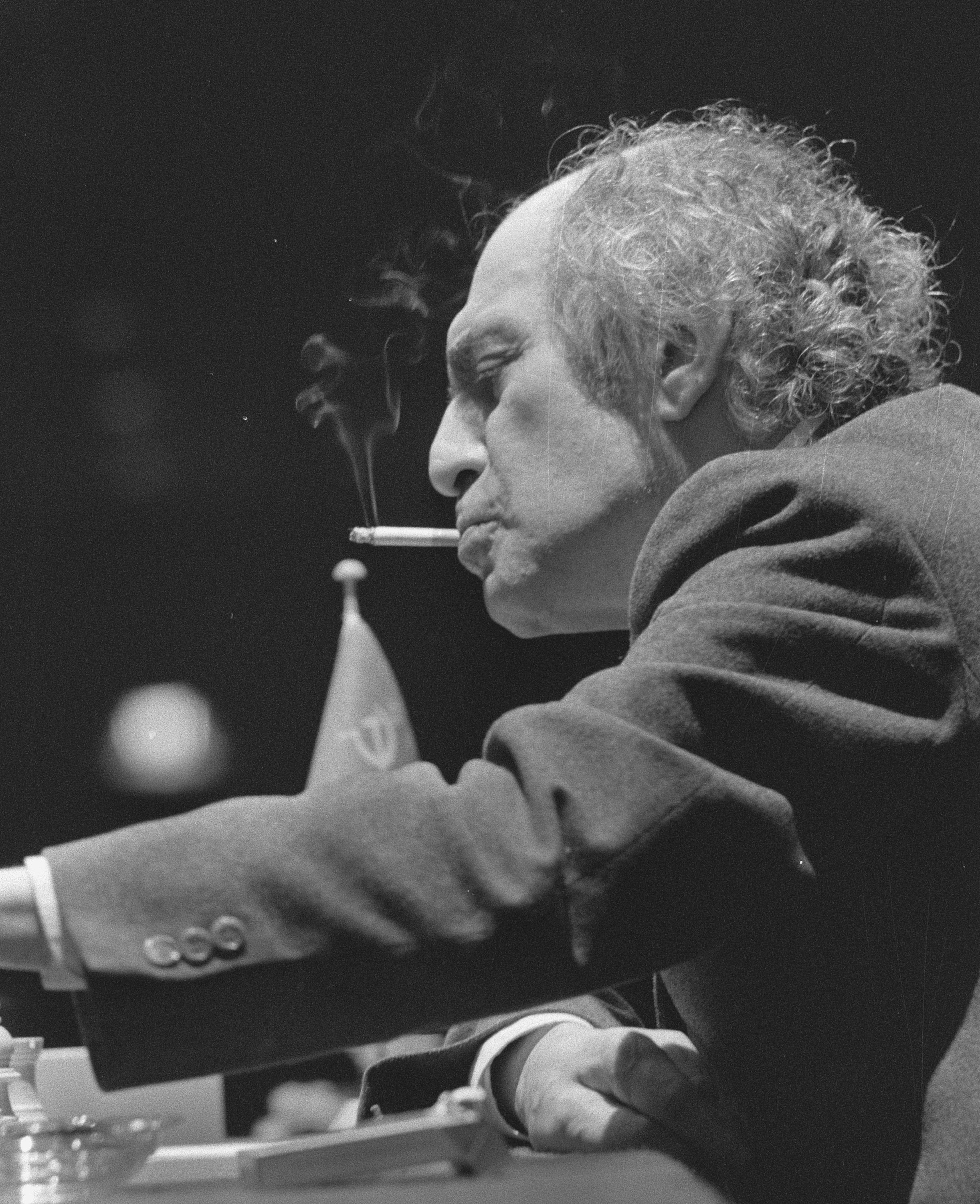
Mikhaïl Tal en 1988.

En 1970, Tal avait terminé deuxième derrière Bobby Fischer du championnat du monde officieux de blitz (seul Spassky n'y participait pas) à Herceg Novi.
En 1988, il conquit le premier titre officiel de champion du monde de blitz en battant en quarts de finale Youssoupov, en demi-finale Tchernine et en finale Vaganian. Garry Kasparov avait été éliminé en quart de finale et Anatoli Karpov en huitième de finale.

### Problèmes de santé

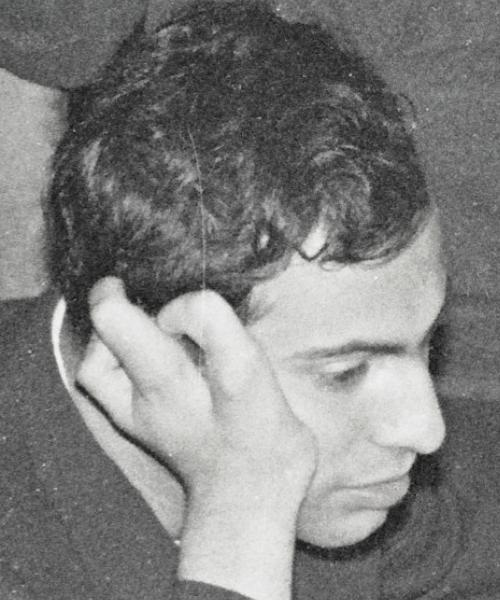
Tal à Oberhausen en 1961. On voit la malformation de la main droite.

Mikhaïl Tal était un gros fumeur et buvait souvent. Il souffrait d'une malformation congénitale qui ne lui laissait que trois doigts à la main droite.
En 1959, alors qu'il participait au championnat de Moscou de blitz, deux semaines avant le tournoi des candidats, Tal eut une attaque et perdit dix parties. Retourné à Riga, il est transporté à la clinique et on lui enlève son appendice. Pendant près de deux années après l'opération, ses problèmes de rein cessèrent. Lors du championnat du monde à Moscou en 1960, il commença à fumer.
À la fin du tournoi du nouvel an à Stockholm (1960-1961), quelques semaines avant le match revanche contre Botvinnik, Tal fut atteint de coliques néphrétiques et la fédération internationale envisagea de reporter le match de championnat du monde, mais le match eut lieu à la date prévue.
En 1961, après le championnat d'URSS de Bakou, les coliques recommencèrent. Il se fait opérer du rein mais les médecins ne diagnostiquent pas la bonne maladie.
En 1962, lors du tournoi des candidats de Curaçao, il est hospitalisé et doit abandonner le tournoi après 21 parties. En 1963, peu avant le match Botvinnik — Petrossian, un examen révéla qu'une opération était nécessaire ; elle réussit parfaitement. En 1964-1965, lors du championnat d'URSS, sur le conseil des médecins, il disputa des parties alité dans sa chambre d'hôtel.
En 1969, il décida de reporter son opération du rein pour participer au championnat d'URSS de novembre, tournoi zonal qualificatif pour le championnat du monde ; il termina seulement 14e-15e. Un mois après, les médecins lui retirèrent un rein et Tal remporta le tournoi de Tbilissi à la fin de l'année.
En 1973, il est à nouveau hospitalisé et réalise des contre-performances au tournoi interzonal et au championnat d'URSS.
Mikhaïl Tal meurt le 28 juin 1992 à 55 ans, des suites d'une insuffisance rénale. Il est inhumé au cimetière juif dans le quartier Šmerlis de Riga.

## Palmarès
Tal participait à de nombreux tournois. Il disait que pour exercer son talent combinatoire, il avait besoin de disputer plus de cent parties par an. Dans toute sa carrière, il remporta plus de quarante tournois internationaux, seul ou ex æquo :

### 1949 à 1951: compétitions junior et premiers championnats adultes
En 1949, le jeune maître de l'Union Soviétique Ratmir Kholmov donna une partie simultanée à Riga et Tal remporta sa confrontation. Tal, alors classé joueur de 4e catégorie considéré comme prometteur, fut autorisé à disputer le championnat junior (moins de 20 ans) de Riga 1949. Il dut abandonner après trois parties gagnées pour cause de scarlatine mais une de ses parties fut publiée dans un magazine soviétique pour la jeunesse. Pendant l'été 1949, à douze ans il représenta la Lettonie lors du tournoi junior des palais des pionniers des républiques soviétiques baltes (Lituanie, Estonie, Lettonie, Biélorussie et RSS Carélo-finnoise) disputé à Vilnius. Tal, qui jouait au deuxième échiquier, marqua seulement une victoire et trois défaites sur quatre parties mais reçut le prix de la partie la plus intéressante de la compétition pour sa victoire contre un joueur estonien. L'année suivante, en 1950, Tal, à 13 ans, remporta le championnat de Riga junior.
Pendant six ans, de 1949 à 1954, Tal participa au championnat d'URSS junior par équipes (il n'y avait pas de championnat d'URSS junior individuel au début des années 1950). En 1949 et 1950, l'équipe de Lettonie fut éliminée en demi-finale. L'équipe de Tal se qualifia pour la finale à Léningrad en 1951. Au classement final, la Lettonie fut cinquième en 1951 (Tal jouait au 4e échiquier et marqua 3,5 points sur 9 en finale). La Lettonie finit deuxième de la finale B en 1952 à Rostov, puis remporta la finale B en 1953 à Kharkov. À Léningrad, en 1954, Tal, qui jouait au premier échiquier, termina deuxième derrière Spassky (la Lettonie finit à la troisième place du classement général).
À la fin de l'année 1950, Tal marqua 12,5 points sur 13 lors du quart de finale du championnat de Riga adulte 1950-1951 et accéda au titre de joueur de première catégorie (ou candidat maître). En janvier-février 1951, il termina 10e-14e de la finale du championnat de Riga (avec 9 points sur 19). Le championnat de Riga fut remporté par Koblents. Ce résultat lui permit de disputer la finale du championnat de Lettonie 1951 en mars-avril à Riga où il marqua à nouveau 9 points sur 19 (+5 −6 =8) et finit 11e-14e. En septembre-octobre 1951, il remporta un tournoi pour joueurs de première catégorie (candidats maîtres) à Riga. La même année, selon les souvenirs de Tal, Paul Kerès donna une partie simultanée à Riga et Tal remporta sa partie.

### 1952 à 1957: champion de Lettonie et champion d'URSS
En 1952, 1953 et 1954, Tal participa à nouveau à la finale du championnat de Riga (classements inconnus) et à la finale du championnat de Lettonie à Riga (il finit septième en 1952, premier en 1953 à seize ans et deuxième ex æquo en 1954).
En 1954, Tal termina 9e-10e au premier échiquier de l'équipe du club de Riga lors du championnat d'URSS des équipes de clubs disputé à Riga avec 4 points sur 10 (+1 –3 =6), tournoi toutes rondes remporté par Petrossian devant Aronine, Taïmanov, Kortchnoï et Averbakh. L'équipe de Tal (Daugava) finit avant-dernière. La seule victoire de Tal fut contre le champion d'URSS 1954, Youri Averbakh et sa première victoire en compétition sur un grand maître international.
| Année | Seul vainqueur | Deuxième à septième |
| ----- | --- | --- |
| 1952  | | Championnat de Lettonie (7e) : 10 / 17 (+7 –4 =6) (Riga, tournoi remporté par Kliavintch devant Pasman) |
| 1953  | Championnat de Lettonie : 14,5 / 19 (+12 –2 =5) | Championnat d'URSS par équipes (Léningrad, 2e éch.) : 8 / 14 (+5 –3 =6) Demi-finale : 3,5 / 7 (+2 –2 =3) ; 1er-2e de la finale : 4,5 / 7 (+3 –1 =3) |
| 1954  | Match contre Saïguine : 8 à 6 (+4 –2 =8) (match pour le titre de maître) | (Tallinn) Match Lettonie — Estonie contre Kéres : 0,5-1,5 Championnat de Lettonie (2e-3e) : 15 / 19 (+14, –3, =2) (tournoi remporté par Klovans devant Gipslis)Championnat d'URSS junior par équipes (2e) : 7 / 9 (+6, –1, =2) (Léningrad, tournoi remporté par Spassky : 7,5 / 9) |
| 1955  | Riga : 12,5 / 18 (+10, –3, =5) (demi-finale du championnat d'URSS 1956) | Championnat de Lettonie (2e derrière Gipslis) : 14 / 19 (+11 –2 =6)Vilnius (3e-4e) : 11 / 17 (+7 –2 =8) (tournoi remporté par Kholmov) (tournoi zonal balte, quart de finale du championnat d'URSS 1956)Match-tournoi Lettonie – RSFSR (Riga, 7e-8e) : 6,5 / 11 (+4 –2 =5) (victoire de Zourakhov, Moïsseïev et Klovans)Vorochilovgrad (3e-4e au 2e échiquier) : 5,5 / 9 (+2 =7) (championnat des républiques soviétiques, victoire de Kortchnoï) (Tal marqua 5,5 / 8 dans le tournoi préliminaire) |
| 1956  | Olympiade universitaire (1er au 3e échiquier) (Uppsala) : 6 / 7 (+5 =2) | Championnat d'URSS (Léningrad) (5e-7e) : 10,5 / 17 (+6, –2, =9) (tournoi remporté par Taïmanov devant Averbakh et Spassky)Match-tournoi Tartu - Riga (5e) : 2 / 4 (+1 –1 =2)Tbilissi (5e-6e) : 11,5 / 19 (+6, –2, =11) (victoire de Petrossian) (demi-finale du championnat d'URSS 1957) |
| 1957  | Championnat d'URSS (Moscou) : 14 / 21 (+9, –2, =10)Olympiade universitaire (Reykjavik) : 8,5 / 10 (+7 =3)Italie : matchs avec l'équipe de Riga contre des équipes italiennes : 9 / 10 (+8 =2) | Match URSS-Danemark, partie contre Larsen : ½-½ Championnat d'Europe par équipes (1er-2e au 4e échiquier) (Baden (Autriche)) : 3 / 5 (+2 –1 =2) (ex æquo avec Trifunovic) |

### 1958 à 1962: champion du monde
En août 1959, Tal ne marqua que 2,5 points sur 8 au premier échiquier lors de la spartakiade des peuples disputée à Moscou (il finit sixième et dernier de la finale : 1,5 / 5, +0 –2 =3, tournoi remporté par Spassky).
En mai-juin 1962, Tal, malade, se retira du tournoi des candidats de Curaçao après 21 rondes sur 28 et 7 points marqués sur 21.
| Année | Seul vainqueur | Deuxième à septième |
| ----- | --- | --- |
| 1958  | Championnat d'URSS (Riga) : 12,5 / 18 (+10, –3, =5)Olympiade universitaire (Sables d'or) : 8,5 / 10 (+7 =3)Tournoi interzonal de Portorož : 13,5 / 20 (+8, –1, =11)Olympiade de Munich (1re réserve) : 13,5 / 15 (+12 =3) (meilleure performance absolue de l'olympiade) | Championnat de Lettonie (3e) : 16,5 / 19 (+16, –2, =1) (tournoi remporté par Zilber après un match départage contre Gipslis) |
| 1959  | Olympiade de Lettonie : 7 / 7Match Estonie - Lettonie contre Kéres : 1–1 (+0 –0 =2)Tournoi international de Zurich : 11,5 / 15 (+10, –2, =3)Tournoi des candidats : 20 / 28 (+16, –4, =8) (Bled, Zagreb et Belgrade)                                                     | Championnat d'URSS (2e-3e) : 12,5 / 19 (+9 –3 =7) (Tbilissi, tournoi remporté par Petrossian devant Spassky)Match Lituanie - Lettonie contre Kholmov : 0,5–1,5 (+0 –1 =1)Moscou (spartakiade d'URSS) : 2,5 / 8 (+0 –3 =5)Riga (4e) : 9 / 13 (+7, –2, =4) (victoire de Spassky devant Mikenas et Tolouch)                                                                                               |
| 1960  | Championnat du monde contre Botvinnik (Moscou) : 12,5–8,5 (+6, −2, =13)Match-tournoi RFA-URSS (Hambourg) : 7,5 / 8 (+7 =1)1960-1961 : tournoi de Stockholm : 9,5 / 11 (+8 =3)                                                                                            | Olympiade de Leipzig (2e) : 11 / 15 (+8, –1, =6) (médaille d'or au 1er échiquier remportée par Robatsch) |
| 1961  | Tournoi international de Bled : 14,5 / 19 (+11, –1, =7) (septembre-octobre 1961) | Championnat du monde contre Botvinnik : 8–13 (+5 –10 =6)Championnat d'Europe par équipes (3e) : 5,5 / 9 (+3, –1, =5) (Oberhausen, médaille de bronze au deuxième échiquier) Championnat d'URSS (Bakou) (5e-6e) : 12 / 20 (+7 –3 =10) (novembre-décembre 1961, tournoi remporté par Spassky) Coupe d'URSS par équipes : 3,5 / 8 (+1 –2 =5) 1,5 / 3 en demi-finale (à Riga) ; 2 / 5 en finale (à Moscou) |
| 1962  | (La Haye) Match Pays-Bas - URSS contre Kramer : 1,5-0,5 Olympiade de Varna (2e réserve) : 10 / 13 (+7 =6) | Tournoi des candidats (Curaçao) : 7 / 21 (+3, –10, =8)Championnat d'URSS par équipes (5e-6e) : 4,5 / 8 (+1 =7)Championnat d'URSS (Erevan) (2e-3e) : 13,5 / 19 (+11, –3, =5) (tournoi remporté par Kortchnoï devant Taïmanov) |

### 1963 à 1969: ancien champion du monde
En 1968-1969, demi-finaliste lors du tournoi des candidats, Tal perdit ses matchs contre Kortchnoï et contre Larsen (match pour la troisième place) et finit quatrième.
| Année | Vainqueur | Deuxième à septième |
| ----- | --- | --- |
| 1963  | Miskolc (juillet) : 12,5 / 15 (+10 =5) (tournoi remporté avec 2 points d'avance sur Bronstein)Spartakiade d'URSS (Moscou) : 6 / 9 (+ 5, –2, =2) Championnat de blitz de Moscou : 17,5 / 191963-1964 : tournoi de Hastings : 7 / 9 (+5 =4)                                                                              | La Havane (mémorial Capablanca, 2e-4e) : 16 / 21 (+14 –3 =4) (tournoi remporté par Kortchnoï devant Geller et Pachman) Tournoi de Moscou (2e derrière Smyslov) : 10,5 / 15 (+7 –1 =7) |
| 1964  | Tournoi de Reykjavik : 12,5 /13 (+12 =1) (devant Gligorić)Tournoi interzonal (1er-4e) : 17 / 23 (+11 =12) (Amsterdam, ex æquo avec Larsen, Smyslov et Spassky)Kislovodsk : 12,5 / 20 (+6, –1, =13) (devant Stein)Coupe d'URSS des clubs : 9,5 / 12 (+7 =5) 5 / 6 en demi-finale (Tallinn) ; 4,5 / 6 en finale (Moscou) | |
| 1965  | Championnat de Lettonie (Riga) : 11 / 14 (+8 =6)Tournoi des candidats (finaliste) : (Bled) Quart de finale contre Portisch : 5,5–2,5 (+4 –1 =3) (Bled) Demi-finale contre Larsen : 5,5–4,5 (+3 –2 =5) | 1964-1965 : Championnat d'URSS (3e) : 12,5 / 19 (+9, –3, =5) (Kiev, tournoi remporté par Kortchnoï devant Bronstein) (Tbilissi) Finale des candidats contre Spassky : 4–7 (+1 –4 =6) |
| 1966  | Tournoi de Sarajevo : 11 / 15 (+9, –2, =4) (ex æquo avec Čirić)Match d'entraînement contre Bronstein : 2,5 – 1,5 (+3 =1)Olympiade de La Havane (3e échiquier) : 12 / 13 (+11 =2)Tournoi de Palma de Majorque : 12 / 15 (+9 =6)                                                                                         | Kislovodsk (6e-7e) : 5,5 / 11 (+4 –4 =3) (victoire de Geller devant Stein, Kholmov et Loutikov)Coupe d'URSS par équipes (Moscou) (3e-4e) : 6 / 10 (+2 =8) (tournoi remporté par Botvinnik et Geller devant Petrossian)                                                                       |
| 1967  | Spartakiade (Moscou) : 6 / 9 (+3 =6) 3 / 5 en demi-finale ; 3 / 4 en finale (groupe B)Match Lettonie–Roumanie contre Ciocâltea (à Riga) : 2-0Championnat d'URSS (Kharkov) : 10 / 13 (+7 =6) (ex æquo avec Polougaïevski)                                                                                               | Tournoi de Moscou (2e-5e) : 10 / 17 (+5 –2 =10) (tournoi anniversaire de la révolution remporté par Stein)Tournoi de Budva (2e-3e) : 6,5 / 11 (+3 –1 =7) (tournoi toutes rondes avec 6 Soviétiques et 6 Yougoslaves) victoire de Kortchoï devant Gligoric)                                   |
| 1968  | Quart de finale des candidats (Belgrade) Match contre Gligoric : 5,5–3,5 (+3 –1 =5) Gori (mémorial Karseldazé) : 7,5 / 10 (+6, –1, =3) | Wijk aan Zee (2e-4e) : 9 / 15 (+5 –2 =8) (tournoi remporté par Kortchnoï devant Hort et Portisch) (Moscou) Match contre Kortchnoï : 4,5–5,5 (+1 –2 = 7) (demi-finale des candidats)Coupe d'URSS des clubs (Riga, 6e) : 6 / 11 (+3 –2 = 6) (victoire de Polougaïevski et Geller devant Stein) |
| 1969  | Moscou (tournoi de blitz de l'université de Moscou, remporté devant Karpov, Goufeld et Bronstein) | 1968-1969 : Championnat d'URSS (6e-10e) : 10,5 / 19 (+6 –4 =9) (Alma-Ata, victoire de Polougaïevski devant A. Zaïtsev)(Eersel) Match contre Larsen : 2,5-5,5 (+1 −4 =3) (match de classement des candidats)                                                                                  |

### 1970 à 1974: après l'opération du rein

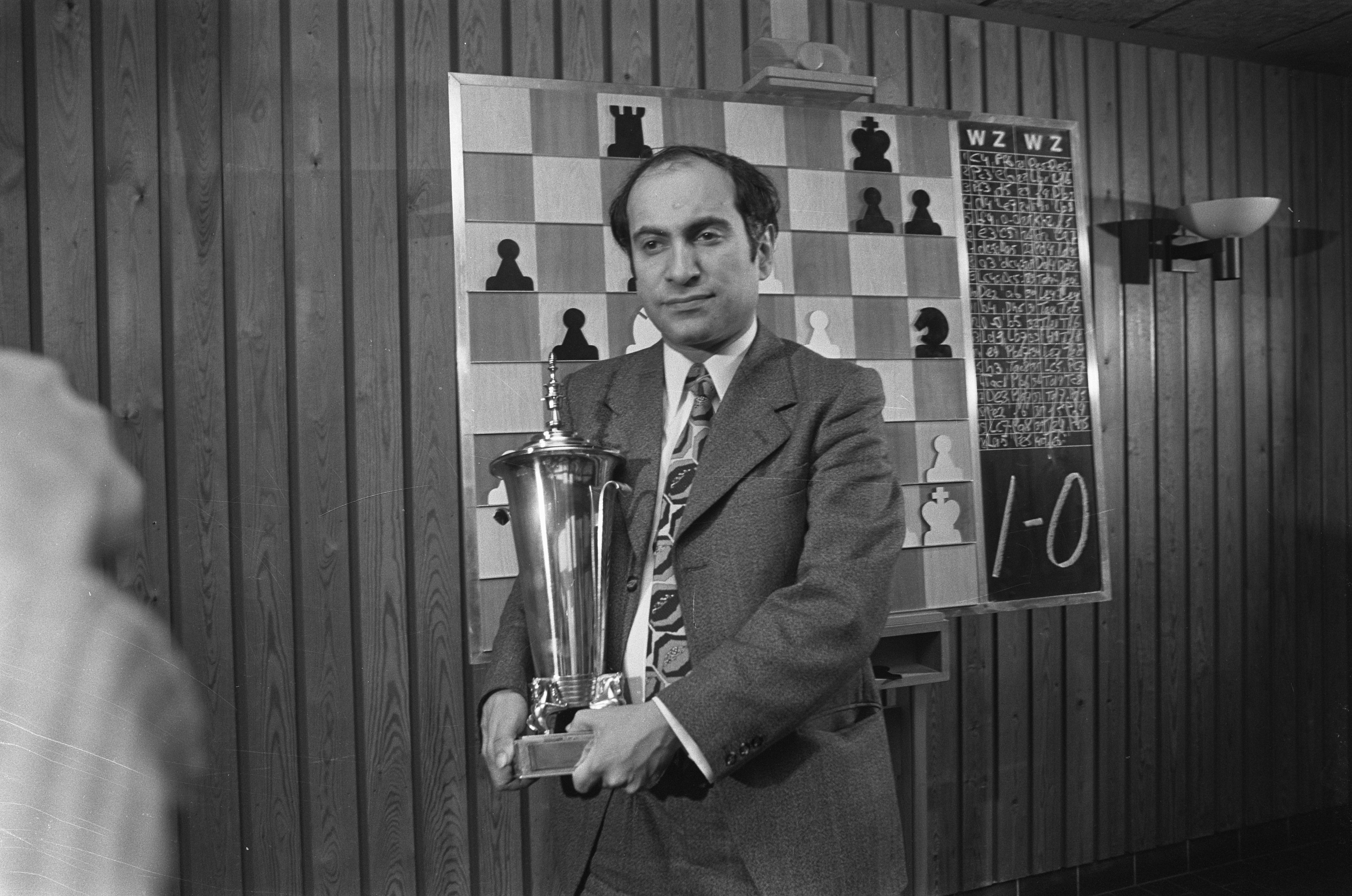
Tal et son trophée du tournoi de Wijk aan Zee 1973.

Lors du championnat d'URSS 1969 disputé à Moscou en octobre, qui était un tournoi zonal, Tal termina 14e-15e en marquant moins de la moitié des points (10,5 / 22). Après cet échec, il partit à Tbilissi pour se faire enlever un rein.
Entre les tournois de Wijk aan Zee de 1968 et de 1973, Tal ne disputa aucun tournoi individuel en dehors de l'URSS à l'exception du tournoi de blitz de Herceg Novi en 1970. Il fut invité aux tournois de Teeside et de Wijk aan Zee en 1972 mais ne put participer pour des raisons de santé. Les seules compétitions hors de l'Union Soviétique auxquelles il prit part furent des compétitions par équipes (le championnat d'Europe par équipes de 1970 à Kapfenberg an Autriche et l'olympiade d'échecs de 1972 à Skopje) ou des matchs (contre Gligoric en 1968 à Belgrade, contre Larsen en 1968 aux Pays-Bas et contre Najdorf en 1970, à Belgrade).
En 1972, pendant le tournoi de Vilandji, Tal commença sa première série d'invincibilité qui dura un an. En 1973, pendant le championnat d'URSS, puis le tournoi de Doubna, Tal commença une deuxième série d'invincibilité terminée lors du tournoi de Novi-Sad (1974).
| Année      | Vainqueur ou ex æquo | Deuxième à neuvième |
| ---------- | --- | --- |
| 1969 -1970 | Tbilissi : 10,5 / 15 (+7, –1 =7) (mémorial Goglidzé, ex æquo avec Gourguenidzé) | |
| 1970       | Championnat open de Géorgie (Poti) : 11 / 14 (+9, –1 =4)(Belgrade) Match contre Najdorf : 2–2 (+1 –1 =2) (Match URSS - Reste du monde)Championnat d'Europe par équipes : 5 / 6 (+4 =2) (Kapfenberg, médaille d'or individuelle au 7e échiquier)Sotchi : 10,5 / 14 (+9 –2 =3) (tournoi jeunes maîtres contre grands maîtres)                                                     | Herceg Novi (2e derrière Fischer) : 14,5 / 22 (tournoi de blitz) Moscou (tournoi de blitz, 2e après Vassioukov) : 17,5 / 23 Coupe d'URSS individuelle (Dniepropetrovsk, 5e-8e) (tournoi à élimination directe remporté par Bronstein) (matchs contre Baguirov, Goufeld et Savon) (éliminé en quart de finale par Savon) |
| 1971       | Riga (coupe des capitales baltes) : 1,5 / 2Tallinn : 11,5 / 15 (+9, –1 =5) (ex æquo avec Keres) (devant Bronstein et Stein)Rostov-sur-le-Don : 4,5 / 6 (+3 =3) (championnat d'URSS des clubs, finale groupe B) | Pärnu (2e-3e) : 9,5 / 13 (+7 –1 =5) (victoire de Stein devant Kéres) |
| 1971       | Léningrad (tournoi de blitz remporté devant Kortchnoï) | Championnat d'URSS (2e-3e) : 13,5 / 21 (+9, –3 =9) (Léningrad, victoire de Savon devant Smyslov)Moscou (mémorial Alekhine) (6e-7e) : 9,5 / 17 (+4 –2 =11) (tournoi remporté par Karpov et Stein devant Smyslov) |
| 1972       | (Leningrad) Match contre Kortchnoï : +0, –0 =2 (match d'entrainement Lettonie–Léningrad) | Vilnius (coupe des capitales baltes) : 1 / 3 (+1 =2)Olympiade d'URSS (Moscou) : 5,5 / 8 (+4 –1 =3, +1 –1 =3 en finale)Viljandi (2e derrière Dvoretski) : 10,5 / 13 (+9, –1 =3) (mémorial Raud) |
| 1972       | Soukhoumi : 11 / 15 (+7 =8)Olympiade de Skopje (4e échiquier) : 14 / 16 (+12 =4)Championnat d'URSS (Bakou) : 15 / 21 (+9 =12) | |
| 1973       | Wijk aan Zee : 10,5 / 15 (+6 =9) Tallinn : 12 / 15 (+9 =6) | |
| 1973       | Moscou (tournoi du palais des pionniers,) : 25,5 / 30 | Moscou (2e-3e au 3e échiquier) : 1,5 / 4 (+1 –2 =1) (tournoi des sélections remporté par Balachov devant Bronstein)Tournoi interzonal de Léningrad (8e-10e) : 8,5 / 17 (+6, –6 =5) (tournoi remporté par Karpov et Kortchnoï)Championnat d'Europe par équipe (Bath, 2e) : 4 / 6 (+2 =4)                                 |
| 1973       | Sotchi (mémorial Tchigorine) : 10 / 13 (+7 =6) (Riga) Match amical Lettonie–RSFSR : 4 / 6 (+2 =4) Doubna : 11 / 15 (+7 =8) (ex æquo avec Kholmov) | Championnat d'URSS (9e-12e) : 8 / 17 (+3, –4 =10) (Moscou, tournoi remporté par Spassky) |
| 1974       | 1973-1974 : Hastings (1er-4e) : 10 / 15 (+5 =10) (ex æquo avec Kouzmine, Szabo et Timman)(Riga) Match Avangard-Daougava contre Kogan : 1,5-0,5Simultanée par telex contre l"Australie : 5,5 / 8 (+4, –1 =3)Olympiade de Nice (1re réserve) : 11,5 / 14 (+8 =7) Lublin : 12,5 / 15 (+10 =5) Moscou (coupe d'URSS des clubs) : 6,5 / 9 (+4 =5)Halle-sur-Saale : 11,5 / 15 (+8 =7) | |
| 1974       | Novi Sad (tournoi de la libération) : 11,5 / 15 (+9, –1 =5)(Novi Sad) Match Voïvodine-URSS contre Rudolf Marić : =2Championnat d'URSS (Léningrad) : 9,5 / 15 (+6, –2 =7) (ex æquo avec Beliavski) | (Belgrade) Match-tournoi URSS — Yougoslavie : 3,5 / 6 (+1 =5) |

### 1975 à 1983
En 1975, Tal participa à la préparation d'Anatoli Karpov pour le match Karpov-Fischer qui n'eut finalement pas lieu (la collaboration avec Karpov avait probablement commencé en 1974). En 1978, il le seconda pour le match de Baguio contre Kortchnoï et fut invaincu dans ses propres parties de l'année 1978.
À la fin de l'année 1979, Tal remporta avec deux points d'avance le tournoi interzonal de Riga, puis lors du championnat d'URSS, dix ans après son échec au tournoi zonal de 1969, il finit à nouveau 14e-15e (sur 18 participants), avec 7,5 points sur 17 (+3 −5 =9), son pire résultat lors d'une finale, prélude à une année 1980 décevante où Tal perdit 150 points Elo en un an.
En 1980, Tal perdit son match des candidats contre Lev Polougaïevski, termina l'olympiade de Malte en ayant perdu une partie contre Seirawan : 3,5 / 6 (+2 –1 =3) et perdit un mini-match d'entraînement contre Kasparov à Bakou (+0 –1 =1). En 1981, Tal remporta toutes les compétitions auxquelles il participa et il réalisa une nouvelle série d'invincibilité de 80 parties, qui dura jusqu'au tournoi d Pors 1981-1982.
| Année | Seul vainqueur ou covainqueur | Deuxième à quinième |
| ----- | --- | --- |
| 1975  | | Las Palmas (2e-4e) : 10 / 14 (+8 –2 =4) (victoire de Ljubojevic devant Andersson et Mecking)Championnat d'URSS par équipe (Riga, 5e) : 2 / 5 (+0, –1 =4)Milan (6e-7e) : 5,5 / 11 (+3 −3 =5) (victoire de Karpov devant Portisch)Moscou (mémorial Alekhine) (8e-9e) : 11,5 / 18 (+7 −2 =9) (victoire de Geller devant Spassky, Vaganian, Kholmov et Kortchnoï)Championnat d'URSS (Erevan) (2e-5e) : 9,5 / 15 (+5 −1 =9) (victoire de Petrossian devant Vaganian, Goulko et Romanichine) |
| 1976  | Match contre Andersson (Stockholm) : 4,5–3,5 (+1 −0 =7) | Wijk aan Zee (3e-4e) : 6,5 / 11 (+3 −1 =7) (victoire de Ljubojevic et Olafsson devant Kurajica)Tbilissi (coupe d'URSS des clubs) : 3,5 / 6 (+1 =5)Tournoi interzonal de Bienne (2e-4e) : 12 / 19 (+6 −1 =12) (victoire de Larsen devant Petrossian et Portisch)Championnat d'URSS (6e-7e) : 9 / 17 (+3 −2 =12) (victoire de Karpov) |
| 1977  | Tallinn : 11 / 15 (+10 −3 =2)Championnat d'Europe par équipe : 4,5 / 6 (+3 =3) (Moscou, médaille d'or au premier échiquier)(Jurmala) Match Lettonie-Géorgie contre Goufeld : 2 -1 (+1 =2)Léningrad (tournoi international) : 11,5 / 17 (+7 −1 =9) (ex æquo avec Romanichine, devant Smyslov et Karpov)Sotchi (mémorial Tchigorine) : 11 / 15 (+8 −1 =6)Match par telex contre l'Australie : 0,5-0,5 contre Jamieson | Las Palmas (4e-5e) : 9 / 15 (+6 −3 =6) (victoire de Karpov devant Larsen, Timman et Browne) Championnat d'URSS (Léningrad) (5e-7e) : 8 / 15 (+4 −3 =8) (victoire de Goulko et Dorfman devant Petrossian et Polougaïevski) |
| 1978  | Magilev (coupe d'URSS des clubs, demi-finale) : 4 / 5 (+3 =2) | Tournoi de Bugojno (4e-5e) : 8,5 / 15 (+2 =13) (victoire de Karpov et Spassky devant Timman et Ljubojevic) |
| 1978  | Sotchi : 3,5 / 6 (+1 =5) (tournoi d'entraînement entre quatre équipes)Championnat d'URSS (Tbilissi) : 11 / 17 (+5 =12) (ex æquo avec Tsechkovski) | |
| 1979  | Montréal : 12 / 18 (+6 =12) (ex æquo avec Karpov)(Teslic) Match Yougoslavie-URSS contre Velimirovic : 2,5-1,5 (+2, –1 =1)Tournoi interzonal (Riga) : 14 / 17 (+11 =6) | Tallinn (2e-3e) : 11,5 / 16 (+8 −1 =7) (mémorial Kérès remporté par Petrossian devant Vaganian)Championnat d'URSS par équipes (Moscou) : 4,5 / 8 (+2, –1 =5) Championnat d'URSS (14e-15e) : 7,5 / 17 (+3 −5 =9) |
| 1980  | | Championnat d'Europe par équipes : 2 / 5 (+0 −1 =5) (Alma Ata) Match des candidats contre Polougaïevski : 2,5–5,5 (+0 −3 =5)Bugojno (7e-10e) : 3 / 7 (+1 −2 =4) (victoire de Karpov devant Larsen)Erevan (4e) : 9 / 15 (+5 −2 =8) (victoire de Petrossian et Tsechkovski) Tilburg (6e) : 5,5 / 11 (+1 −1 =9) (victoire de Karpov devant Portisch)Olympiade de Malte : 3,5 / 6 (+2 −1 =3)                                                                                               |
| 1981  | Moscou (match-tournoi par équipes) : 4,5 / 6 (+3 =3)Tallinn : 10 / 15 (+5 =10) Malaga (tournoi de la Costa del Sol) : 7 / 11 (+3 =8)Championnat d'URSS par équipes (Moscou) : 7 / 9 (+5 =4)Lvov : 9 / 13 (+5 =8) (ex æquo avec Romanichine) Riga : 11 / 15 (+7 =8)1981-1982 : Porz : 9 / 11 (+7 =4) | |
| 1982  | Erevan : 10 / 15 (+6 −1 =8) Moscou : 9 / 13 (+5 =8) (ex æquo avec Vaganian) Sotchi (mémorial Tchigorine) : 10 / 15 (+5 =10) | Wijk aan Zee (5e-9e) : 7 / 13 (+5 −4 =4) (victoire de Nunn et Balachov)Tournoi interzonal de Moscou (3e-4e) : 8 / 13 (+4 −1 =8) (tournoi remporté par Kasparov devant Beliavski et Andersson)Olympiade de Lucerne (2e) : 6,5 / 8 (+5, =3) (médaille d'argent) |
| 1983  | (Malmö) Match contre Andersson : 3–3 (+1, –1 =4) (match de classement du tournoi interzonal 1982)Tallinn : 10 / 15 (+6, –1 =8) (mémorial Kérès, ex æquo avec Vaganian) | Championnat d'URSS (Moscou) : 1,5 / 5 (Tal se retire du championnat)Jurmala (5e-8e) : 6,5 / 13 (+2, –2 =9) (victoire de Romanichine)Nikšić (7e-8e) : 7 / 14 (+1, –1 =12) (victoire de Kasparov) |

### Dernières années (1984 à 1992)

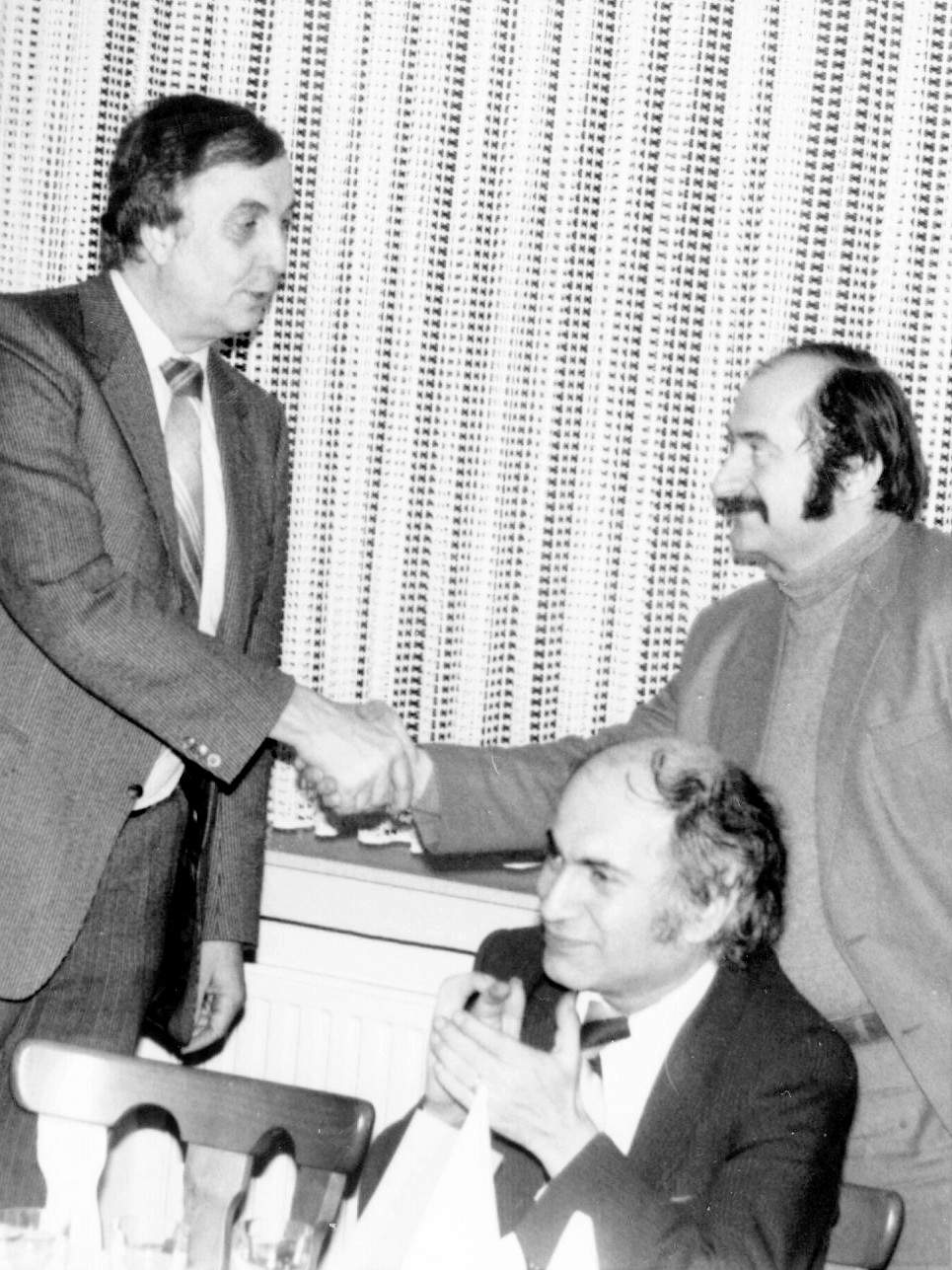
Tal (assis) à Porz au début des années 1990.

À partir de 1985, avec la perestroïka, Tal put plus facilement participer à des tournois à l'étranger.
Dans les dernières années, Tal avait du mal à tenir la longueur de tournois comprenant plus de dix rondes avec de nombreux grands maîtres et accordait de nombreuses parties nulles contre les adversaires les plus forts. En 1989, il fut opéré de l'estomac et dut renoncer à participer au tournoi de Barcelone 1989 comptant pour la coupe du monde GMA.
- En 1988, il termina 10e-13e (+3 –4 =9) du tournoi SWIFT de Bruxelles remporté par Karpov avec 17 participants et comptant pour la coupe du monde GMA.
- En 1989, il fut 10e-12e (sur 16 joueurs) du tournoi de Skelleftea  avec quatorze parties nulles et une défaite (+0 –1 =14), tournoi fermé comptant pour la coupe du monde GMA et remporté à égalité par Karpov et Kasparov.
- En 1990, il finit :
  - 24e-34e avec dix parties nulles (+0 –1 =10) de l'open GMA de Moscou, puis
  - 29e-39e du tournoi interzonal de Manille (+3 –3 =7), un système suisse en treize rondes.
- En 1991, il fut 34e-49e du dernier championnat d'URSS à Moscou avec huit parties nulles (+1 –2 =8).

| Année | Vainqueur ou ex æquo | Deuxième à neuvième |
| ----- | --- | --- |
| 1984  | (Londres) Match URSS-Reste du monde contre Nunn et Chandler : 2 / 3 (+1, =2)Albena : 7 / 11 (+5, –2 =4) (ex æquo avec Azmaïparachvili)                                   | Lvov (5e-6e) : 7 / 13 (+1 =12) (victoire de Dorfman et Vaganian) Bugojno (5e-9e) : 6,5 / 13 (+2, –2 =9) (victoire de Timman)Sotchi (4e-5e) : 8 / 14 (+2 =12) (mém. Tchigorine, victoire de Agzamov)Titograd (3e) : 6,5 / 11 (+3 –1 =7) (victoire de Kortchnoï et Velimerovic)                                                                             |
| 1985  | Jurmala (1er-2e) : 9 / 13 (+5 =8) (ex æquo avec Gourevitch) | Tallinn (3e-6e) : 8,5 / 14 (+4 –1 =9) (victoire de Dolmatov)Taxco (tournoi interzonal, 3e) : 10 / 15 (+5 =10) (victoire de Timman)Næstved (mémorial Nimzowitch, 4e-6e) : 6 /11 (+2 –1 =8) (victoire de Vaganian, Browne et Larsen) |
| 1985  | (Montpellier) Match de départage contre Timman : 3–3 (+1 –1 =4) | Tournoi des candidats (Montpellier, 4e-5e) : 8,5 / 15 (+3 –1 =11) (victoire de Youssoupov, Vaganian et Sokolov) |
| 1986  | Open de Berlin-ouest (1er-3e) : 7,5 / 9 (+6 =3) (ex æquo avec Birnboim et Lauvsnes)Tbilissi (1er-2e) : 10 / 14 (+6 =8) (mémorial Goglidzé, ex æquo avec Azmaïparachvili) | Open de Reykjavik (2e-8e après Nikolić) : 7,5 / 11 (+4 =7)Erevan (mémorial Petrossian, 3e) : 9 / 14 (+6 –2 =6) (victoire de Psakhis et Romanichine)Sotchi (mémorial Tchigorine, 4e-5e) : 8 / 14 (+3, –1 =10) (victoire de Gligorić, Beliavski et Vaganian)                                                                                                |
| 1987  | Jurmala (1er-4e) : 7,5 / 13 (+3, –1, =9) (ex æquo avec Psakhis, Gipslis et Razouvaïev)Rio Hondo : 8 / 11 (+5 =6)                                                         | Reykjavik (2e-3e après Short) : 7 / 11 (+3 =8)Bruxelles (6e) : 6 / 11 (+2 –1 =8) (tournoi SWIFT remporté par Kasparov et Ljubojević)Tournoi interzonal (Subotica, 4e-5e) : 10 / 15 (+6 –1 =8) (victoire de Sax, Short et Speelman) |
| 1988  | Championnat du monde de blitz (Saint-Jean)Chicago (mars, National Open, 1er-6e) : 5,5 / 6                                                                                | Wijk aan Zee (5e-7e) : 6,5 / 13 (+1 –1 =8) (victoire de Karpov)Open de Saint-Jean (4e-15e) : 6 / 9 (+3 =6) (victoire de Seirawan)Tbilissi (mémorial Goglidzé, 7e) : 5 / 10 (+2 –2 =6) (septembre, victoire de Loukov et Oubilava)Reykjavik (coupe du monde GMA, 3e) : 10 / 17 (+4, –1 =12) (octobre, tournoi remporté par Kasparov devant Beliavski)      |
| 1988  | (Hilversum, décembre) Match exhibition contre Timman : 3,5–2,5 (+2, –1 =3)                                                                                               | Long Beach (Californie) (9e-11e) : 5 / 8 (+3, –1, =4) (novembre, victoire de Deep Thought et Larsen) |
| 1989  | | Aker Brygge, Oslo (2e après Beliavski) : 3,5 / 6 (4 joueurs ) Marseille (4e-5e) : 5 / 9 (+2, –1, =6) (victoire de Todorcevic, Kozul et Dorfman) |
| 1990  | | Tel Aviv (2e-4e derrière Psakhis) : 7,5 / 11 (+4 =7)Championnat d'URSS par équipe : 3,5 / 5 au 1er échiquierOpen de New York (9e-19e) : 5,5 / 9 (+3 –1 =5) (victoire de Khalifman)Open de Moscou (septembre, 3e-8e) : 6,5 / 9 (+4 =5) (victoire de Andreï Sokolov et Sergueï Ionov)                                                                       |
| 1991  | Buenos Aires (1er-3e) : 8,5 / 13 (+4 =9) (ex æquo avec Granda Zuniga et Nogueiras) (avril 1991)                                                                          | (mars) San Francisco (3e-6e) : 6 / 11 (+2 –1 =8) (victoire de Torre et Wolff)Open de Moscou (mai, 9 rondes, classement inconnu) (victoire de Vaganian devant Kouzmine, Kramnik et Vassiakov)Open de Léningrad : 6 / 9 (juillet, classement inconnu)1991-1992 : Open de Porz (4e-10e) : 7 / 9 (+5 =4) (victoire de Ragozine devant Boudnikov et Morawietz) |
| 1992  | | Open de Séville (4e-14e) : 7 / 9 (+6, –1 =2) (janvier, victoire de Oll, Youdassine et Campora) Barcelone (8e-10e) : 5,5 / 11 (+3, –3 =5) (avril, victoire de Magem Badals et Dorfman) |

### Championnats d’URSS
De 1956 à 1979, Tal a participé à 19 éditions du championnat d'URSS sur 25 possibles. Il n'a été absent que six fois :
- en 1960 et février 1961, car il devait disputer ses deux matchs de championnats du monde contre Botvinnik ;
- en décembre 1963, car il participait au tournoi de noël à Hastings ;
- en novembre-décembre 1965, car le match de la finale des candidats contre Boris Spassky se terminait après le début du championnat ;
- en 1966-1967, car la finale était un tournoi zonal qui sélectionnait les joueurs soviétiques qui disputeraient l'interzonal de Sousse, en Tunisie, et Tal, non concerné, ne voulut pas influencer le résultat du tournoi ;
- en 1970, à Riga où Tal fut remplacé comme joueur hôte du tournoi par Gipslis, car, du fait de sa récente opération d'ablation d'un rein, les sélectionneurs devaient penser qu'il ne terminerait pas le tournoi[64].

| Édition Date | Édition Date         | Lieu                 | Notes                                        | Classement | Score     | Score        | Principaux adversaires battus                                         | Champion(s)     |
| --- | -------------------- | -------------------- | -------------------------------------------- | ---------- | --------- | ------------ | --------------------------------------------------------------------- | --------------- |
| 23 | 1956                 | Léningrad            |                                              | 5e-7e      | 10,5 / 17 | (+6, –2 =9)  | Bannik, Ragozine, Simaguine, Tolouch                                  | Taimanov        |
| 24 | 1957                 | Moscou               |                                              | Champion   | 14 / 21   | (+9, –2 =10) | Bronstein, Keres, Tolouch, Petrossian, Taïmanov, Bannik, Gourguenidzé |                 |
| 25 | 1958                 | Riga                 | Tournoi zonal                                | Champion   | 12,5 / 18 | (+10, –3 =5) | Averbakh, Spasski, Geller, Kotov, Taimanov, Gipslis, Fourman, Tolouch |                 |
| 26 | 1959                 | Tbilissi             |                                              | 2e-3e      | 12,5 / 19 | (+9, –3 =7)  | Geller, Bronstein, Polougaïevski, Averbakh, Fourman, Vassioukov       | Petrossian      |
| |                      |                      |                                              |            |           |              |                                                                       |                 |
| 29 | 1961                 | Bakou                | (nov.-déc. 1961)                             | 4e-5e      | 12 / 20   | (+7, –3 =10) | Taimanov, Savon                                                       | Spasski         |
| 30 | 1962                 | Erevan               |                                              | 2e-3e      | 13,5 / 19 | (+11, –3 =5) | Taimanov, Kholmov, Kroguious, Souétine                                | Kortchnoï       |
| |                      |                      |                                              |            |           |              |                                                                       |                 |
| 32 | 1964 -1965           | Kiev                 |                                              | 3e         | 12,5 / 19 | (+9, –3 =7)  | Chamkovitch, Kroguious, Averbakh, Osnos, Vassioukov                   | Kortchnoï       |
| |                      |                      |                                              |            |           |              |                                                                       |                 |
| 35 | 1967                 | Kharkov              | Système suisseCovainqueur avec Polougaïevski | Champion   | 10 / 13   | (+7 =6)      | Antochine, Vassioukov, Lein                                           |                 |
| 36 | 1968-1969 : Alma-Ata | 1968-1969 : Alma-Ata | 1968-1969 : Alma-Ata                         | 6e-10e     | 10,5 / 19 | (+6, –4 =9)  | Tsechkovski, Osnos, I. Zaïtsev                                        | Polougaïevski   |
| 37 | 1969                 | Moscou               | Tournoi zonal                                | 14e-15e    | 10,5 / 22 | (+6, –7 =9)  | Kholmov, Vassioukov, A. Zaïtsev, Toukmakov                            | Petrossian      |
| |                      |                      |                                              |            |           |              |                                                                       |                 |
| 39 | 1971                 | Léningrad            |                                              | 2e-3e      | 13,5 / 21 | (+9, –3 =9)  | Balachov, Bronstein, Kroguious, Geller, Vaganian, Toukmakov           | Savone          |
| 40 | 1972                 | Bakou                | Vainqueur avec 2 points d'avance             | Champion   | 15 / 21   | (+9 =12)     | Savon, Balachov, Fourman, Bronstein Chamkovitch, Alburt               |                 |
| 41 | 1973                 | Moscou               | Ligue supérieure                             | 9e-12e     | 8 / 17    | (+3, –4 =10) | Keres, Beliavski                                                      | Spassky         |
| 42 | 1974                 | Léningrad            | Covainqueur avec Beliavski                   | Champion   | 9,5 / 15  | (+6, –2 =7)  | Dvoretski, Balachov, Tsechkovski, Goulko, Taïmanov                    |                 |
| 43 | 1975                 | Erevan               |                                              | 2e-5e      | 9,5 / 15  | (+5, –1 =9)  | Beliavski, Dvoretski, Fourman                                         | Petrossian      |
| 44 | 1976                 | Moscou               |                                              | 6e-7e      | 9 / 17    | (+3, –2 =12) | Petrossian, Tsechkovski                                               | Karpov          |
| 45 | 1977                 | Léningrad            |                                              | 5e-7e      | 8 / 15    | (+4, –3 =8)  | Kouzmine, Svechnikov, Toukmakov                                       | Dorfman, Goulko |
| 46 | 1978                 | Tbilissi             | Covainqueur avec Tsechkovski                 | Champion   | 11 / 17   | (+5 =12)     | Beliavski, Dorfman, Kouzmine                                          |                 |
| 47 | 1979                 | Minsk                |                                              | 14e-15e    | 7,5 / 17  | (+3, –5 =8)  | Beliavski, Tsechkovski                                                | Geller          |
| Après 9 participations consécutives de 1971 à 1979 (dont 3 victoires), Tal fut absent du championnat pendant les années 1980 : malade, il se retira dès les premières rondes en 1983 et fut remplacé par Eingorn après une ronde en 1988. |                      |                      |                                              |            |           |              |                                                                       |                 |
| 58 | 1991                 | Moscou               | Système suisse                               | 39e-49e    | 5 / 11    | (+1, –2 =8)  |                                                                       | Minassian       |

### Olympiades (1958–1982)

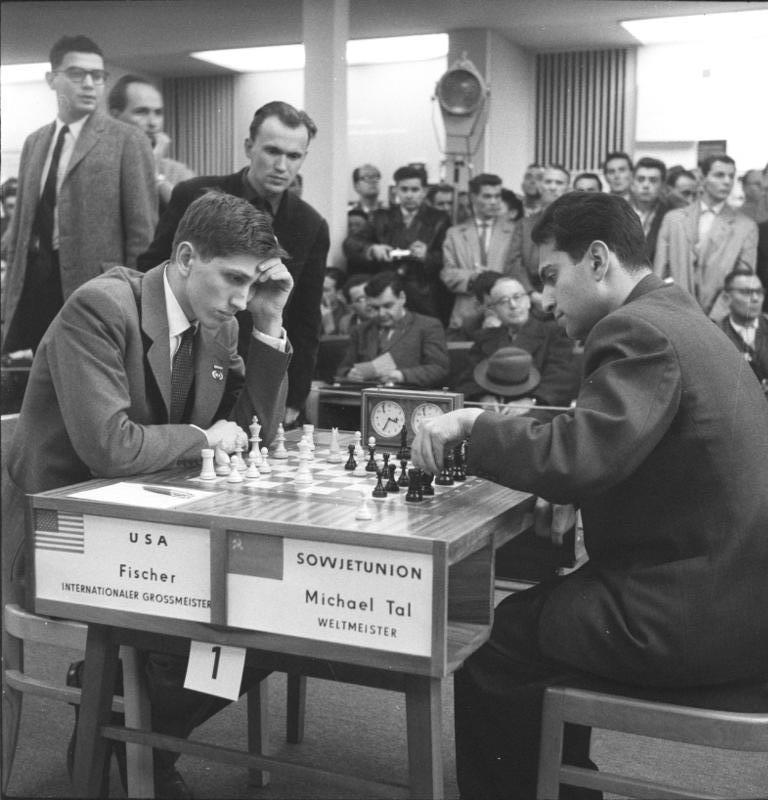
Tal face à Bobby Fischer à Leipzig en 1960.

À partir de 1958, Tal fut une des valeurs sûres de l'URSS qu'il représenta à huit reprises. L'URSS remporta à chaque fois la médaille d'or. Il a le meilleur pourcentage parmi les joueurs ayant participé à au moins 4 olympiades : 82 / 101 (+65, –2 =34).
- 1958, à Munich - 1er remplaçant : 13,5 / 15 (+12 =3) - Médaille d'or, meilleure performance absolue en pourcentage (tous échiquiers confondus)
- 1960, à Leipzig - 1er échiquier : 11 / 15 (+8, –1 =6) - Médaille d'argent
- 1962, à Varna - 2e remplaçant : 10 / 13 (+7 =6) - Médaille d'or

En 1964, Tal fut remplacé par Boris Spassky.
- 1966, à La Havane - 3e échiquier : 12 / 13 (+11 =2) - Médaille d'or, meilleure performance absolue (tous échiquiers confondus)

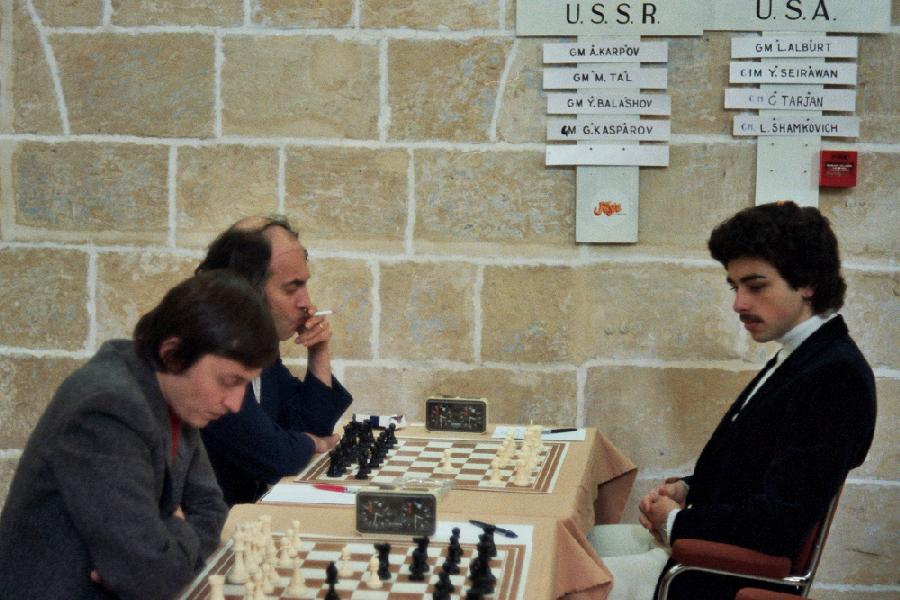
Tal (à gauche, derrière Anatoli Karpov) lors de l'olympiade de Malte en 1980 face à Yasser Seirawan.

En 1968, Tal fut remplacé à la dernière minute par Vassily Smyslov.
- 1972, à Skopje - 4e échiquier : 14 / 16 (+12 =4) - Médaille d'or, meilleure performance absolue (tous échiquiers confondus)
- 1974, à Nice - 1er remplaçant : 11,5 / 15 (+8 =7) - Médaille d'or

En 1976, l'URSS boycotta l'olympiade de Haïfa. En 1978, Tal, qui avait aidé Karpov pour son championnat du monde, ne fut pas sélectionné dans l'équipe soviétique qui perdit le titre à Buenos Aires.
- 1980, à La Valette - 3e échiquier : 3,5 / 6 (+2, –1 =3)
- 1982, à Lucerne - 1er remplaçant : 6,5 / 8 (+5 =3) - Médaille d'argent

### Matchs URSS contre le Reste du monde (1970 et 1984)
Lors du premier match URSS - Reste du monde  à Belgrade, en 1970, Tal fut opposé à Miguel Najdorf au neuvième échiquier. Leur match individuel se solda par une égalité +1, –1 =2.
En 1984, lors du deuxième match à Londres, il joua trois parties au septième échiquier : deux parties contre John Nunn qu'il domina (+1 =1) et une contre Murray Chandler qu'il annula. Total : 2 / 3 (+1 −0 =2).

### Autres compétitions internationales par équipes
Olympiades universitaires
Dans sa jeunesse, Tal participa à trois éditions de cette compétition. L'URSS remporta la médaille d'or à chaque fois.
- 1956 - Uppsala : 3e échiquier (+5 =2) - Médaille d'or invidviduelle
- 1957 - Reykjavik : 1er échiquier (+7 =3) - Médaille d'or invidviduelle
- 1958 - Varna : 1er échiquier (+7 =3) - Médaille d'or invidviduelle

Championnats d'Europe par équipes.

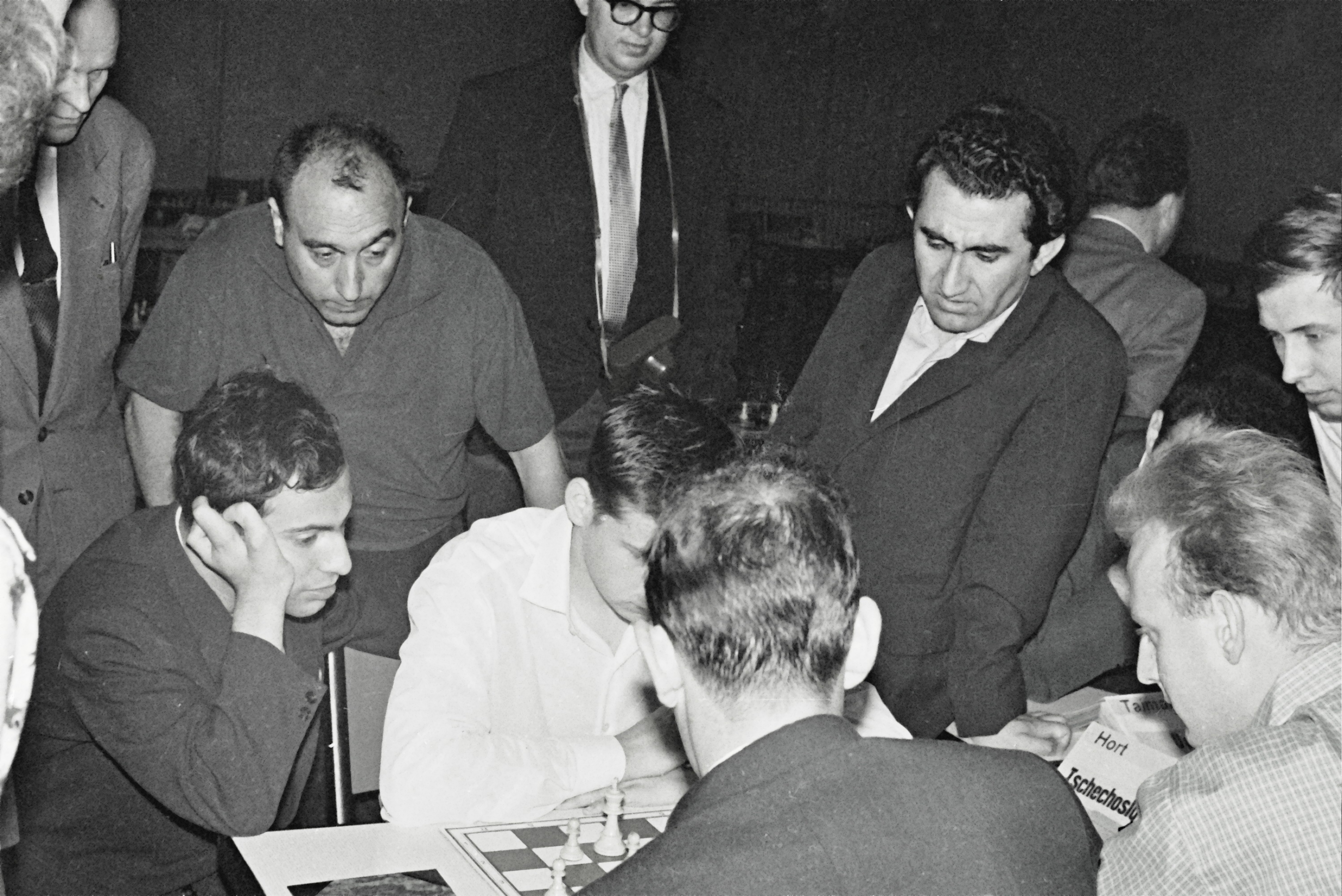
Tal (assis à gauche) à Oberhausen en 1961. Tigran Petrossian (à dr.) regarde aussi la partie.

À chacune de ses participations, l'URSS sortit vainqueur de cette compétition.
- 1957, Vienne - Médaille d'or individuelle au 4e échiquier (+2, –1 =2)
- 1961, Oberhausen - Médaille de bronze individuelle au deuxième échiquier (+3, –1 =5)
- 1970, Kapfenberg  - Médaille d'or individuelle au 7e échiquier (+4 =2)
- 1973, Bath - Médaille d'argent individuelle au 5e échiquier (+2 =4)
- 1977, Moscou - Médaille d'or individuelle au 1er échiquier (+3 =3)
- 1980, Skara - 2e échiquier (+0, –1 =4)

Matchs internationaux avec l'équipe de Riga contre des équipes italiennes en 1957
- Scafarelli (Florence) : 1,5–0,5 ;
- Ferrantes (Milan) : 2-0 ;
- Romani (Reggio Emilia) : 2-0 ;
- Giustolisi (Rome) : 1,5–0,5 ;
- Szabados (Venise) : 2-0.

Coupe d'Europe des clubs d'échecs

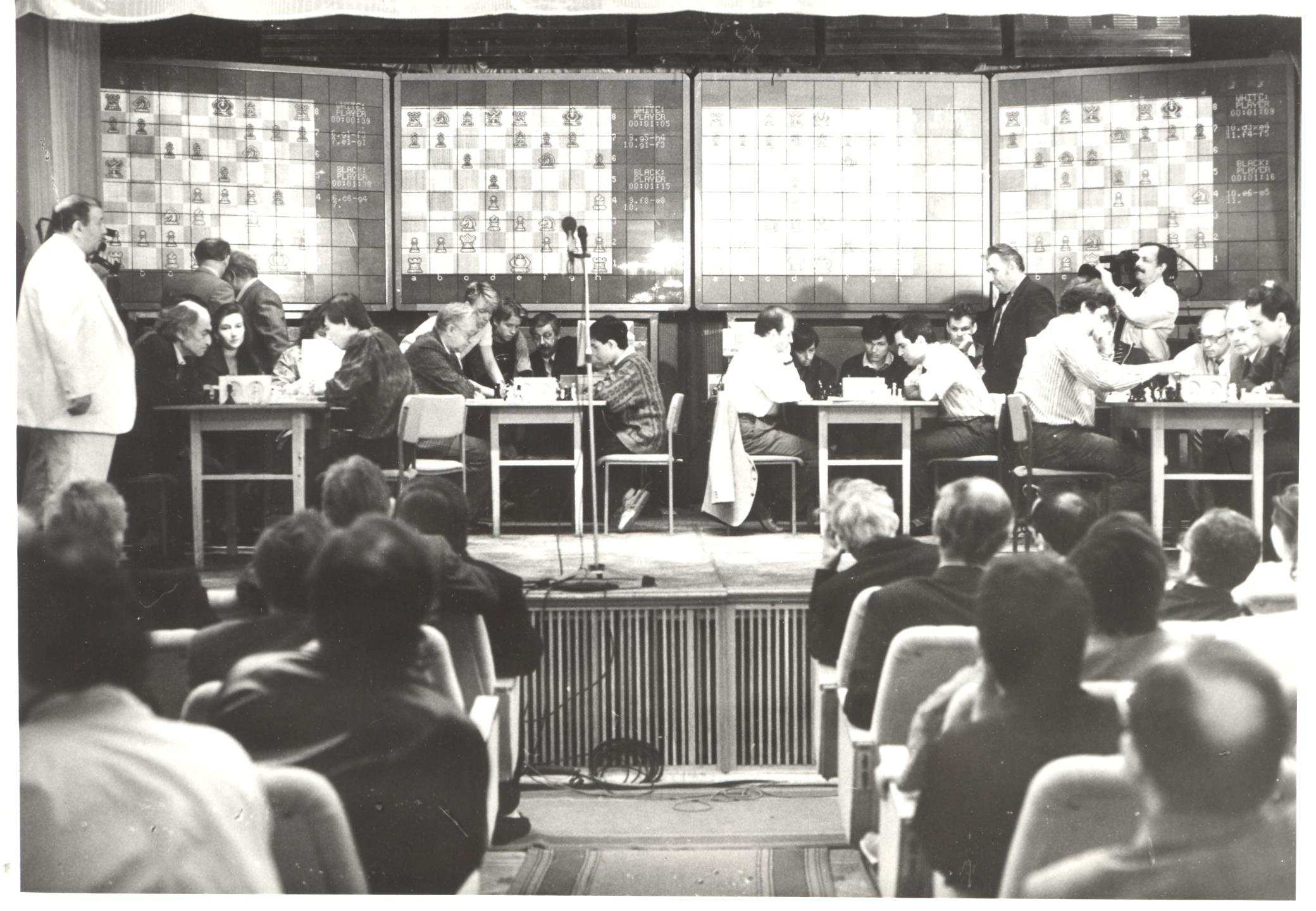
Tal (assis à gauche du premier l'échiquier) à Moscou (tournoi blitz), en mai 1992.

- 1984 : vainqueur de la coupe d'Europe avec le club Troud de Moscou
- 1986 : finaliste avec le club Troud de Moscou
- 1992 : éliminé en huitième de finale avec le SG Porz.

### Championnat des républiques d'Union soviétique (avec la Lettonie)
- 1953 (Léningrad) : 1er-2e au deuxième échiquier (4,5 / 7)
- 1955 (Vorochilovgrad) : 3e au deuxième échiquier (5,5 / 9)
- 1959 (Moscou) : 2 / 8 au premier échiquier
- 1962 (Léningrad) : 4,5 / 8 au premier échiquier
- 1963 (Moscou) : 6 / 9 au premier échiquier
- 1967 (Moscou) : 6 / 9 au premier échiquier
- 1972 (Moscou) : 2e au premier échiquier (5,5 / 8)
- 1975 (Riga) : 4 / 8 au premier échiquier
- 1979 (Moscou) : 3,5 / 7 au premier échiquier
- 1981 (Moscou) : vainqueur au premier échiquier (7 / 9)
- 1983 (Moscou) : 4,5 / 8 au premier échiquier
- 1985 (Volvograd) : 3e au premier échiquier (4 / 7)

## Style de jeu

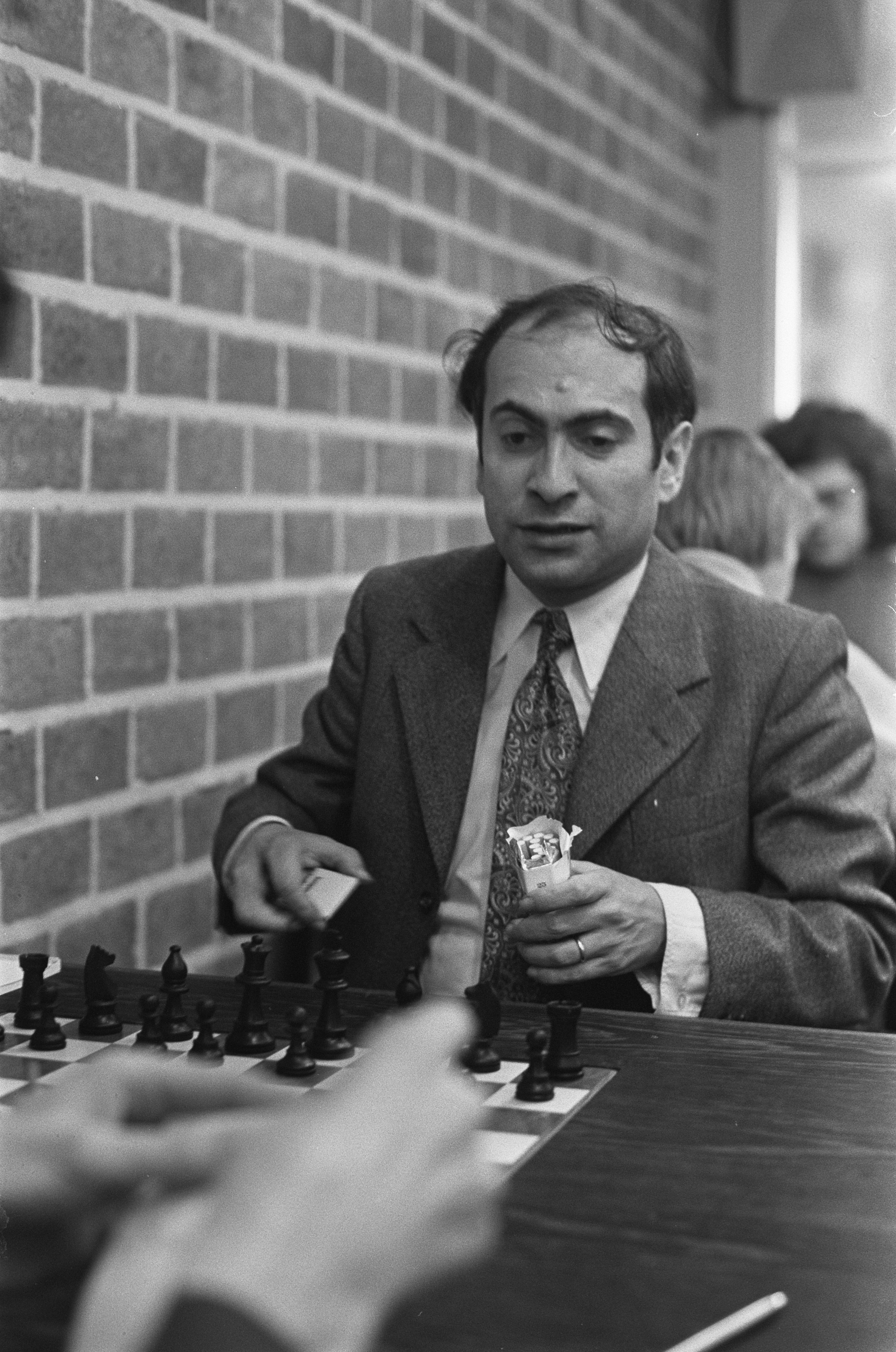
Mikhaïl Tal au tournoi de Wijk aan Zee en 1973.

Mikhaïl Tal était connu pour son jeu d’attaque spectaculaire. Son jeu était intuitif. Par exemple, il n’hésitait pas à sacrifier un avantage positionnel ou du matériel pour obtenir l’initiative. Il avait d'ailleurs l’habitude de jouer vite. Ses attaques pouvaient posséder des failles, mais leur caractère imprévisible et surprenant les rendaient difficiles à détecter.
Tal était un spécialiste de la partie espagnole et de la défense sicilienne. Plus jeune, il employa beaucoup la Benoni moderne. À la fin de sa carrière, il adopta un style plus solide. Il a aussi donné son nom à une variante de la défense nimzo-indienne : 1. d4 Cf6 2. c4 e6 3. Cc3 Fb4 4. e3 0-0 5. Cf3 d5 6. Fd3 b6.

## Exemples de parties

### Gligorić-Tal, 1959
Une défense Benoni  moderne, une ouverture à laquelle Tal a donné ses lettres de noblesse.
Svetozar Gligorić - Mikhaïl Tal, tournoi des candidats 1959, Belgrade :

1. d4 Cf6 2. c4 c5 3. d5 e6 4. Cc3 exd5 5. cxd5 d6 6. e4 g6 7. Cf3 Fg7 8. Fe2 0-0 9. 0-0 Te8 10. Cd2 Ca6 11. Tb1 Fd7 12. Te1 Tb8 13. b3 b5 14. Fb2 Cc7 15. Dc2 De7 16. Cd1 Fh6 17. f3 Ch5 18. Cf1 Cxd5! 19. exd5 Ff5 20. Dc3 Fg7 21. Dc1 Fxb1 22. Fxg7 Rxg7 23. Dxb1 Cf4 24. Cde3 De5 25. Fxb5! Txb5 26. Cf5+ gxf5!?
Gligorić écrit : « Typique de Tal. Les Noirs disposaient d'une suite plus sûre et objectivement meilleure par 26...Dxf5 27. Dxf5 gxf5 28. Txe8 Cxd5, où les Blancs auraient dû lutter pour récupérer leur pion et obtenir la nulle - ce qu'ils auraient pu obtenir par 29. Td8 Tb6 30. Cd2 (menaçant 31. Cc4). Mais Tal a parié sur la sévère crise de temps de son adversaire et choisi une suite à double tranchant où les Blancs n'avaient pas de plan clair à leur disposition ».
La suite de la partie a été marquée par des erreurs de part et d'autre dues au zeitnot : 27. Txe5 Txe5 28. g3 Ce2+ 29. Rf2 Rg8? 30. Ce3? Cd4 31. f4 Te4 32. g4?? Txf4+ 33. Rg2 fxg4 34. Cc4 Cf3 35. Dc1 Tf6 36. De3 Rf8 37. De4 Tb8 38. Dxh7 Te8! 39. Dh8+ Re7 40. Dg7 Ch4+ 41. Rg1 Cf3+ 42. Rg2 Tg6 43. Dc3 Cd4 44. b4 Rf8 45. Ce3 g3! 46. h3 Tf6 0-1

### Tal-Botvinnik, 1961
Voici le traitement qu'a appliqué Tal à une variante jugée risquée de la défense Caro-Kann.
Mikhaïl Tal - Mikhaïl Botvinnik, Championnat du monde d'échecs 1961, 8e partie :

1.e4 c6 2.d4 d5 3.e5! (le coup le plus dangereux à haut niveau) c5?! (la présente partie a jeté un doute sur la viabilité de cette défense) 4.dxc5 e6? (4...Cc6) 5.Dg4 Cc6? 6.Cf3 Dc7 7.Fb5 Fd7 8.Fxc6 Dxc6 9.Fe3 Ch6 10.Fxh6 gxh6 11.Cbd2 Dxc5 12.c4! 0-0-0 13.0-0 Rb8 14.Tfd1 Db6 15.Dh4 a5 16.Tac1 Tg8 17.Cb3 a4 18.c5 Dc7 19.Cbd4 Tc8 20.b4 axb3 21.axb3 Dd8 22.Dxd8 Txd8 23.b4 Tg4 24.b5 Tc8 25.c6! Fe8 26.Tc2 Fg7 27.Ta1 Fxe5 28.Cxe5 Txd4 29.Cd7+! 1-0
Si 29...Rc7, alors 30.b6+ Rd8 31.cxb7, et si 29...Fxd7 alors 30.cxd7 Td8 31.Tc8+! Txc8 32.Ta8+!!.

### Tal-Uhlmann, 1970
Le blitz étant une spécialité de Tal, voici une partie miniature caractéristique de Tal contre un fort grand maître en blitz.
Mikhaïl Tal - Wolfgang Uhlmann, Herceg Novi (tournoi blitz), 1970 :

1.g3 d5 2.Fg2 Cf6 3.c4 dxc4 4.Cf3 Cbd7 5.0-0 a6 6.Ca3 c5 7.Cxc4 e6 8.d4 Tb8 9.Ff4 Ta8 10.dxc5 Cxc5 11.Dxd8+ Rxd8 12.Tfd1 Cfd7 13.Cb6 Ta7 14.Fb8 1-0

### Spassky-Tal, 1973
Boris Spassky - Mikhaïl Tal, Tallinn, 1973, Défense nimzo-indienne :

1. d4 Cf6 2. c4 e6 3. Cc3 Fb4 4. Fg5 h6 5. Fh4 c5 6. d5 b5 7. dxe6 fxe6 8. cxb5 d5 9. e3 O-O 10. Cf3 Da5 11. Fxf6 Txf6 12. Dd2 a6 13. bxa6 Cc6 14. Fe2 d4 15. exd4 Txf3 16. Fxf3 cxd4 17. O-O dxc3 18. bxc3 Fxc3 19. Dd6 Txa6 20. Fxc6 Fb4 21. Db8 Txc6 22. Tac1 Fc5 23. Tc2 Da4 24. Db3 Df4 25. Dg3 Df5 26. Tfc1 Fb7 27. Df3 Dg5 28. Db3 Tc7 29. g3 Fxf2+ 30. Rxf2 Df6+ 31. Re1 De5+ 32. Rf1 Fa6+ 33. Rg1 Dd4+ 34. Rg2 De4+ 35. Rg1 Fb7 36. h4 Dh1+ 37. Rf2 Tf7+ 38. Re2 De4+ 0-1 (la dame est perdue dans toutes les variantes : 39. De3 Fa6+ 40. Rd2 Td7)
Cette partie a été élue meilleure partie du numéro 15 de l'Informateur des échecs (parties du premier semestre 1973). Elle est commentée dans les recueils de parties publiés par Kasparov, Cafferty et Tal.

## Citations
« Il y a deux sortes de sacrifices : ceux qui sont corrects et les miens. »

« Je bois, je fume et je cours après les filles, mais le jeu par correspondance est un des vices que je n'ai pas. »

Alors qu'on lui demandait comment il pouvait laisser autant de pièces en prise à son adversaire, Tal répondit : « Il ne peut en prendre qu'une à la fois ! »

Timbre letton à l'effigie de Tal (2001).

## Publications
Tal était journaliste. De 1960 à 1970, il fut le rédacteur en chef de la revue d'échecs lettone Šahs.
Mikhaïl Tal a écrit deux livres très remarqués :
- (en) Tal-Botvinnik, 1960, Russell Enterprises, 2001,  (ISBN 1-888690-08-9)
- (en) The Life and Games of Mikhail Tal, 1975, Everyman Chess, 1997,  (ISBN 1-85744-202-4).  (en français : Vie et parties de Mikhaïl Tal – Tome 1 : À la conquête du titre mondial !, 2019, Books on Demand, collection Histoire du jeu d'échecs,  (ISBN 978-2-322-09220-8), et Vie et parties de Mikhaïl Tal – Tome 2 : Le temps des doutes et ma renaissance, 2019, Books on Demand, collection Histoire du jeu d'échecs,  (ISBN 978-2-322-19125-3).)

## Dans la culture populaire
- En 1980, le réalisateur Ansis Epners réalise un film documentaire consacré à Mikhaïl Tal, Mihails Tāls. Pēc divdesmit gadiem.
- Un timbre à l'effigie de Mikhaïl Tal est émis en Lettonie en 2001.